# 円環少女
『円環少女』（サークリットガール）は、長谷敏司による日本のライトノベル。イラストは深遊が担当。角川スニーカー文庫（角川書店）より2005年8月から2011年2月まで刊行された。『このライトノベルがすごい！2012』作品部門で4位を獲得した。

## 概要
異世界から訪れる犯罪魔法使いたちを相手に、人知れず日夜治安維持のために戦い続ける非公式公務員の青年、武原仁と魔法使いの少女、鴉木メイゼル、そして滅びたはずの魔法大系を使える少女、倉本きずなを中心に21世紀初頭の日本を舞台に繰り広げられるバトルファンタジー。練りこまれた設定と複雑な人間模様、シリアスなストーリー、泥沼の愛憎劇などが混在する。
この作品の特徴として超能力が登場する多くの他作品が｢超能力者＝超越者｣であるのに対して、本作では地球人が魔法を観測すると魔法が破壊される｢魔法消去｣という現象が起こるため、多くの魔法使いが一般人に観測される事を恐れて身を隠しながら活動する（＝一般人の方が超能力者より優位に立っている）という設定にある。また、地球人は自分たちが破壊する魔法を知覚することができないため、現代の日本を舞台にしながら一般人が魔法を知らないことの不自然さが解消されている。千を越える異世界のそれぞれに魔法大系があり、魔法使いは自分の生まれた世界に由来する魔法大系しか使うことができないため、使用できる能力に制約がついている。登場人物に変態、変人が大量に登場していることも特徴。
最終巻の発売後、作者のブログでは書ききれなかった設定などが公開され、イラスト担当の深遊のブログでラフ等を公開している。
2018年10月31日発売の『ザ・スニーカー LEGEND』では、描き下ろし短編『運命のレール』が掲載された。

## ストーリー
魔法使いたちから、この世は「地獄」と呼ばれている。この世の外側にある幾千の魔法世界にとっての自然現象である魔法を、この世界の人間は消し去ってしまうからだ。彼らにとってこの世界の人間は糞溜めの底の糞であり、そして「悪鬼」である。元の世界で罪を犯した魔法使いたちは、自らの犯した罪を償うため「刻印魔導師」とされ「地獄」へ落とされる。そこで協会に敵対する魔導師を100人倒すことで、彼らの罪は許される。しかし未だかつてそれを成しえた者は無く、誰もが志半ばで血溜りに伏していた。
「円環大系」の少女魔導士・鴉木メイゼルも、そんな刻印魔導師の一人である。幼すぎる彼女には、その試練はあまりにも辛い。しかし彼女は、その過酷な試練へ真っ向から立ち向かう。
バベル再臨
武原仁とメイゼルの標的に挙げられた、魔法で強盗殺人を繰り返す《鮮血公主》ジェルヴェーヌは、神へと通じる力を秘めた《幻影城》の鍵を奪った。一方、同じく《幻影城》を目的とする神聖騎士団の一隊は、歴史を書き換えられる再演大系魔導師として目覚めたばかりの倉本きずなを略取し、かつて騎士団の一員だったきずなの父・慈雄を始末しようとする。きずなは仁によって救われるが、現れたジェルヴェーヌが彼女の目の前で慈雄を殺して魔法の使用を促し、彼女に《幻影城》を呼び出させる。仁たちや神聖騎士団も城に突入し、三つ巴の戦いの末にジェルヴェーヌは討ち取られ、聖騎士エレオノールは捕縛される。きずなは仁に愛を告白し、メイゼルとともに十崎家で暮らすことになる。だが、実は生きていた慈雄こそ事件の真の黒幕であり、彼が仁に殺されたことをきずなはまだ知らなかった。
煉獄の虚神
メイゼルが最初に捕らえた相手である元刻印魔導師の浅利ケイツが脱獄した。それはケイツの双子の兄である、《協会》に宣戦布告した相似大系魔導師グレン・アザレイを仕留めるための罠だったが、グレンは生まれてすぐ引き離されて異世界に流された弟を救い、自らの強大な魔法の才能を伝授する。ケイツを再び捕らえようとしたメイゼルは力を得た彼に圧倒され、かろうじて仁に助けられる。メイゼルは魔導師としての矜持ゆえに足手まといになることが耐えられず、単身であろうとグレン討伐に向かうことを誓う。
グレンはこの世界を魔導師のものとするため「悪鬼」の殲滅を宣言する。だがケイツは、魔法世界で生きてきた兄が自分を差し置いてこの世界への憎悪を語るのが許せず、王子護ハウゼンに雇われて刺客となる。仁とメイゼル、そしてケイツは反目しながらも共闘し、グレンを討つ。
よるべなき鉄槌
ある日、仁のアパートに殉職した妹・舞花の遺した欠片である「泡」が飛んでくる。だが仁は過去を伏せて語らず、メイゼルらから不審がられる。そのころ《公館》にはグレン事件に関する重大な情報を握るという円環魔導師アラクネが現れていた。しかし彼女は別の円環魔導師の襲撃を受けて行方不明になる。メイゼルはきずなと寒川紀子を引き連れて「泡」の発生元と目星をつけた地下道に踏み込んでアラクネと出くわし、そのうえ神聖騎士団の襲撃を受ける。仁が地下に駆けつけると、王子護が率いるワイズマンまでもが戦闘に参加する。すべては先の大戦中、地下に持ち込まれた核爆弾をめぐる争いであり、アラクネはワイズマンが仕立て上げた人目を引くための囮に過ぎなかった。十崎京香が助っ人として送り込んだエレオノールが、騎士団の同胞に背くのを承知で紀子救出のために力を貸してくれたおかげで仁たちは生き延びたが、核爆弾はワイズマンの手に落ちる。
魔導師たちの迷宮
ワイズマンが奪取した核爆弾は、テロリスト国城田義一の手に渡った。さらに、きずなと神和瑞希がワイズマン狩猟魔導師中隊にさらわれる。仁は国木田を狙撃するが仕留め損ねる。勢いづいたワイズマンは刻印魔導師収容施設を襲撃するが、撃退される。再び《公館》に現れたアラクネは、かつての戦いで地下に逃げ込んで都市を造った刻印魔導師の子孫たちが狩猟魔導師中隊の構成員だと語る。街を調査中のメイゼルは国城田と組んだワイズマンに狙撃されて重傷を負い、仁は彼女の治療と引き換えに《公館》から離反するようアラクネとその背後にいた王子護から要求される。そのころ地下都市では、連れて来られたきずなと彷徨していたエレオノールが顔を合わせていた。そして地上では、国城田がテロの声明を発表していた。
太陽がくだけるとき
地下都市住民の殲滅を王子護から求められた仁は、職務放棄して武蔵野迷宮に潜る。裏切り者となった仁は《鬼火》東郷永光に斬られるが、なんとか地下都市にたどり着き、きずなと再会する。最低限の治療を受けた仁は、住民を地下から脱出させるため刻印魔導師を迎撃し《茨姫》オルガを退けるが、回復したメイゼルまでもが刻印魔導師として現れ、仁に敵対宣言をする。王子護が、地下の住民に家族の救出と引き換えに捨石となるよう取引を持ちかけてくるが、仁の介入で交渉は決裂する。神聖騎士団もまた襲撃してくる中、仁とメイゼルは和解して立ち向かう。神聖騎士団は核爆弾を発見するがそれは昔から地下にあった日本製のものであり、天井に隠された盗まれたほうの爆弾が爆発して《協会》の高位魔導師によって押さえ込まれる。思惑通り《協会》内の敵対勢力をその場に釘付けにした王子護は、仁に魔法消去で核爆発を解放してすべてを焼き払うよう強いるが、仁とメイゼルによって倒される。神聖騎士団は地下の住民を守るため離反を決意したエレオノールに撃退された。生き残った一同が地下鉄車両で脱出する途中、国城田の乗った車両に出くわして戦闘になる。国城田は警官隊に射殺され、狩猟魔導師中隊は逮捕された。仁はもう《公館》に戻れないが、ひとまず小学校教師に復帰する。
裏切りの天秤
《賢者の石》を目的に聖騎士将軍アンゼロッタが5000騎の軍勢を率いて東京に進攻してきた。ケイツから事態を知らされた仁は、きずなも狙われることを察知して彼女を高校から連れ出し、エレオノールの助けもあって一度目の襲撃を切り抜ける。しかし二度目の戦闘のとき、きずなの父・慈雄を知る騎士ベレーノとのやり取りで、仁が慈雄を殺したときずなに知られてしまう。仁を追ってその場にメイゼルが乱入する一方、思い悩むきずなは《幻影城》を呼び出して逃げ込む。アンゼロッタらも城内に踏み込んで乱戦となるが、仁は城そのものを崩壊に追い込むという荒業で脱出する。しかし辛くも生き延びた彼らが目にしたのは、燃え上がる《公館》だった。
公館陥落
《公館》に火を放ったのは《鬼火》東郷だった。日本の警察との連携を深める《公館》が完全に体制を変えてしまえば、従来の刻印魔導師の居場所はなくなる。そのため東郷は《鬼火衆》を率いて離反し、武蔵野の地下に最後の戦いを挑みに行ったのだった。仁は東郷の狙撃を依頼されるが、失敗して返り討ちにあう。しかしメイゼルの犬を自称するニガッタが《鬼火衆》を抜けて援護に入ったため、一命を取り留める。回復した仁はメイゼルとともに《雷神》クレペンスと遭遇する。一方ニガッタは命と引き換えに円環魔導師が地下に建造していた核開発施設の存在をつかむ。この世界の核戦争を誘発しようという円環大系最高位魔導師《九位》の企みを知った京香は、専任係官を送り込んでクレペンスの足止めと施設の破壊を試みる。地下最深部に到達した仁は再度東郷と対峙し、刻印魔導師に新しい居場所を創ってみせると宣言する。現れた《九位》が東郷を斃し、さらにその場の全員を抹殺しようとするが、メイゼルが母から受け継いだ《螺旋の化身》を発動したことで撤退する。仁は生き残りの《鬼火衆》をつれて地上に戻り、彼らの受け皿となるNPO設立の構想を練る。
運命の螺旋
仁がメイゼルや《鬼火衆》と暮らすアパートに、死んだはずの妹・舞花が幼い少女の姿で戻ってきた。とまどいながらも仁は妹を加えた生活を始めるが、きずなとの仲は修復できずにいた。そのような折、円環魔導師たちに対抗するため《公館》《協会》《連合》が会議を開くことになり、仁たちも出席する。《連合》の《導師》アリーセは、魔法使いを操る再演魔術こそ災いの元だときずなを非難する。次いで《九位》について発言を求められたメイゼルは、円環世界での出来事を語る。
メイゼルの母イリーズは、才能のない魔法使いでも連携することで高位魔導師に匹敵する力を発揮できる技術を広め、円環世界に革命をもたらした人物だった。《九位》は他の超高位魔導師たちとともにイリーズに立ち向かい、彼女を追い詰めた。イリーズは死と引き換えに、戦争で生じたゆがみの修正に現れた《神》を殺し、円環世界を《大崩落》に陥れた。メイゼルは母の罪を背負わされ《地獄》に送られたのだった。
会議の休憩中、円環魔導師が会場を襲撃する。仁とメイゼルが辛くも《雷神》クレペンスを撃退する一方、聖騎士に囲まれたきずなは自らの魔法で敵を殺して生き残る。聖騎士将軍アンゼロッタは、きずな確保のため京香に協力を持ちかける。申し出を拒もうとした京香にアンゼロッタが示したのは、太平洋上に浮かぶ島アトランチスと、その住人を自称する王子護の姿だった。
新世界の門
王子護が魔法を「アトランチス人の友情パワー」として世界中に喧伝したせいで、事態は国際問題に発展していた。《九位》は核戦争を起こすためアトランチスの占拠を企てる。仁はきずなたちを《幻影城》に退避させた後、メイゼルとともにアトランチスに乗り込み、電磁騎士団を迎え撃つ。神聖騎士団は《公館》の対円環魔導師戦を支援する一方で、きずな抹殺のため《幻影城》を襲撃する。仁はケイツや《逆天》ユリアと共闘して《九位》を捕縛するが、核ミサイルは発射されてしまう。追い詰められたきずなは、舞花の甘言に乗って彼女を再演魔導師へと変えるが、そのまま見捨てられる。絶望するきずなの前で再演魔法の《神》が世界に降臨し、核戦争を阻止する。
真なる悪鬼
《神》が現れたことで、世界には魔法の存在が認知された。未来から人々を操る再演魔術の力が強くなり、魔法消去は力を失いつつあった。神殺しの術を知るメイゼルは、神聖騎士団に重傷を負わせられる。仁はこの事態になすすべがなかったが、自然秩序に意識してチャンネルを合わせることで強化した魔法消去を発動し、未来に抗うことを決意したきずなの加勢もあってアンゼロッタを退ける。神聖騎士団側についていた舞花は、仁に別れを告げて姿を消す。
荒れ野の楽園
神聖騎士団は、舞花を人類滅亡後の未来に送り込むことで、再演魔術による歴史改変の力を極限まで高めようとしていた。京香は、その儀式の場所を武蔵野の地下だと突き止める。再演魔術で操られた《九位》、クレペンス、アリーセが侵入口に立ちはだかるが、離反した王子護を含む専任係官が集結し、仁たちを先に行かせる。仁はアンゼロッタの守りをも突破するが、一歩及ばず舞花は未来へ転送される。直後にメイゼルが《螺旋の化身》を発動したため時空が乱れ、戦闘は中断する。
作戦が失敗した後、きずなは仁に戦いを捨てて平穏に暮らそうと持ちかけるが、仁は彼女ではなくメイゼルを選ぶ。未来から操られて大勢の魔法使いが暴れだすが、《運命の化身》を発動したきずなによって、グレンやイリーズら、この歴史では死んだものたちが別の歴史から現れて対抗する。魔法消去が復活をはじめ、魔法使いによる混乱は一旦収束する。
“最後の魔法使い”となった遠未来のきずなによって舞花のもとに送り込まれた仁は、再演魔術の《増幅器》と化した妹と死闘を繰り広げ、相討ちとなる。歴史改変の力の源が消え、この世界は魔法使いと魔法消去者が共存する新時代を迎えるのだった。

## 登場人物

### メインキャラクター
武原 仁（たけはら じん）
「沈黙」（サイレンス）、「真なる悪鬼」（トゥルー・デーモン）
本作の主人公。24歳。この時代唯一の「真なる悪鬼」であり、魔法消去を自分の意志で任意に発動・沈静できる先祖返りの悪鬼。格闘、銃器の扱いに長けており、精密な狙撃も得意とする。その発砲音より早い無音の死から、「沈黙」と恐れられている。
魔導師公館所属の専任係官として活動していたが、メイゼルと出会い幼い彼女を守るためコンビで動くようになる。しかし私生活での彼女の保護、監視のために無免許でメイゼルの通うことになった私立御陵甲小学校の6年1組の副担任をすることになってしまった。現在は公館を解雇され、単なる無免許教師となっている。
東郷との決闘、そして死をキッカケに「魔法使いが魔法使いらしく生きる世界を作る」という誓いを立て、魔法使いの支援を目的としたNPOを設立し、その代表に収まった。さらに東郷亡き後に残された《鬼火衆》を率い、「大将」「親分」と慕われている。ただし、《鬼火衆》たちは職が無く、自分も《公館》を解雇されている現状は変わらないために家計は火の車になっている。NPOとしては《公館》からの依頼という形で魔法世界に関わり、傭兵のような状態に。
銃を攻撃魔法、魔法消去を防御魔法に見立てた魔法使い戦術を用いて戦う。《公館》離脱後は、王子護から渡された神人遺物《剣》を多用するようになる。
終盤では再演の神降臨により全ての地獄特有魔法が弱まっていく中、意図的に魔法消去の自然秩序と「チャンネルを合わせる」ことで実時間を遡って作用するほどの効力を持つ最強の魔法消去を会得した。その後、高い武技を持つ真なる悪鬼であることから増幅器に対する刺客に選ばれ、「最後の魔法使い」となったきずなの手によって人類の死滅した極遠未来へ送られる。そこで再演の増幅器と化した妹・舞花に最後の戦いを挑む。
鴉木 メイゼル（あぎ メイゼル）
円環大系高位魔導師
本作のヒロイン。刻印魔導師の少女。本名メイゼル・アリューシャ。円環世界における最強の魔導師・「憎悪の女王」イリーズ・アリューシャの一人娘であり、彼女の素性を知る人物からは「アリューシャの姫」などと呼ばれる。「神童」と呼ばれ、グレン・アザレイも天稟を認めるほど、魔術の才能に恵まれている。
幼いながらも魔法使いとしての誇りが強く、歴史上誰も為したことのない「百人討伐」を目指す。一方で小学生「鴉木メイゼル」としてのパーソナリティも強く、誇り高い魔法使いであることにもかかわらず、仁たち悪鬼に一切の偏見や憎悪を抱かない。
仁に立場の差を超越した愛情を抱くが、生来から嗜虐的な性癖を持つので、どこか歪んだ愛情表現で仁を悩ます。
誕生日は6月20日。本来は12歳前後であるが、年端もいかぬ少女を刻印魔導師とすることに対する批判を封じるため、「協会」の資料上は25歳となっている。この13年の年齢差は円環世界において時間が止まっていた間の時差を、協会側が修正せずに公館に提出したためだと考えられる。
最後の戦いの後、増幅器の破壊のために未来へと向かった仁に会うために、「もう」人間のいない世界の終わりと「まだ」人間のいない世界の始まりを繋げるという離れ業を成し遂げ、その瞬間まで時間を遡り仁と再会を果たした。メイゼルはこうして円環のように繋がった世界が円環世界の始まりかもしれないと推測している。
倉本 きずな（くらもと きずな）
再演大系魔導師
本作のもう一人のヒロイン。17歳の女子高生。60年前に滅んだはずの再演大系を使える唯一の人物。その力の危険性から「公館」に保護される。家事全般が得意で料理は絶品。人を惹きつける魅力を備えた少女。
公館に保護されてからは十崎家で暮らすようになり、家事全般を引き受ける母親的ポジションに落ち着く。メイゼル、京香、そして仁と4人で囲む食卓は、仁に「もう取り戻せないはずの何か」を思い出させる。
仁は「普通の少女」でありながら魔法の世界に巻き込まれたきずなを大切に思い、一方できずなも仁に好感を持つが、きずなの父親を仁が殺したという事実が二人の関係に爆弾を作っている。
「賢者の石」を巡る闘争の中、遂に仁の父親殺しの事実を知ってしまい、それからは仁に複雑で凄まじい憎愛を抱くようになる。
唯一魔導士という最高の資質と神の辞書という最高の環境を得たが故か、魔法使いとしての経験が浅いにもかかわらず、高度な概念魔法を使える。しかし経験の浅さゆえに、細かい魔法を組み合わせて狙った効果を出すということができず、もっぱら概念魔術による力押ししかできない。後に、舞花が再演魔導師となったために唯一魔導師という最高の資質は失われた。
多くの者から「最後の魔法使い」と呼ばれるが、それはきずなが文字通りこの世界で最後の魔法使いになるまで生き続ける魔法使いであるため。再演大系によって「増幅器」が設置されてしまったこの歴史では、増幅器の干渉を受けてしまい未来へと移動することはごく短い時間しか不可能になった。それゆえ増幅器を破壊するには自分が人類最後の一人となり、人類が全て死に絶えた時代に召喚される増幅器へ向けて自身の死の瞬間に刺客を送り込むしかない。そしてその刺客には、魔法消去によって再演魔術を完全に無効化でき、かつ魔法によって増幅器の元へ送るためにその魔法消去を停止させることのできる仁が選ばれ、それを防ごうとする未来からの干渉を相手に戦い続け「最後の魔法使い」となったきずなは仁を増幅器の元へ送った。
《運命の化身》
未来の再演魔術に対抗するためにこの世界のきずなが呼び出した、別々の歴史をたどった25人のきずなたち。生い立ちが異なるため年齢も性格もさまざまである。円環世界でイリーズに育てられたきずなは幼いが最も魔法に詳しい。グレン事件でケイツに仁を殺されたきずなは、灰色のローブをまとい自ら《剣》を振るう復讐者となっていた。髪を背中まで伸ばした20代なかばのきずなは自分の歴史の詳細を伏せたが、どうやらそこでは仁がメイゼルの飼い犬1号になってしまったらしい。
十崎 京香（とざき きょうか）
25歳。「公館」の事務官で実質的な最高責任者。仁とは一歳年上の幼なじみ。メイゼルときずなを自宅で預かっている。
有能な女性官僚であるが、「協会」との協定とはいえ、幼いメイゼルを刻印魔導師として戦闘に駆り出すことに罪悪感があり、プライベートではアルコールがないとメイゼルとまともに話せない気弱な一面がある。
仁たちのことを大切に思う一方、公館の最高責任者として彼らを切り捨てるような非情な命令を出し、割り切ることができる女性。

### 魔導師公館（ロッジ）

#### 専任係官
定員12名だが、激務に加えて損耗が激しく、また不敗の象徴である必要性から量よりも質が重視されており、作品開始時点では7名で構成されている。
神和 瑞希（かんなぎ みずき）
「魔獣使い」（アモン）
16歳の女子高生。きずなとはクラスメイトで唯一の友達。本来存在しないはずの地獄の魔法使い。刻印魔導師を使い捨ての道具として扱ってきた神和一族の末裔。その無から有を生み出す魔術は極めて強力で、昨年度は最多の敵を倒した公館の撃墜王でもある。ただし仕事で日本中を飛び回っているため、きずな以上に勉強は出来ない。また、普段は式神（刻印魔導師）に道案内させる事が当たり前になっていたため方向音痴だったりと基本的には戦闘以外は微妙に役立たずになることが多い。
八咬 誠志郎（やがみ せいしろう）
「破壊」（アバドン）
「公館」が擁する、もう一人の地獄の魔法使い。「協会」に最も嫌われた忌み子であり、同僚の専任係官からも苦手とされる事が多いので、よほどの重大事件でないと招集されない。仁とは例外的に相性が良く、プライベートでも友人付き合いをしている。胸板が見えるほどはだけさせたピンクのドレスシャツというトンチキな格好に、気障な言動を好むが、その奇矯な言動がまったく浮つかない貴人のような繊細な容貌をしている。自身の能力を抑えるため悪鬼である美人女医と美人秘書を連れて行動することもある。
仁と共に東郷に師事していた時期があり、彼のことを「先生」と呼ぶ。そのため魔法使いとしては例外的に武術を使うが、素手により行うそれは仁のものより数段上である。
東郷 永光（とうごう ながみつ）
「鬼火」（ウィスプ）
40歳前後。専任係官を19年間務める古参。その長期にわたるキャリアで、自然に人材が集まり、配下の刻印魔導師は鬼火衆という集団を形成している。豪快な性格だが大雑把ではなく、沈着冷静な態度を崩さない。盲目ながらも剣術の達人であり、総髪茶筅の髪型に和装姿という格好もあって、もはや武人としか言いようのない佇まいを見せる。かつて、仁と八咬の格技師範だったことがある。
公館の新体制とそれによる刻印魔導師の迫害に反発し離反。公館本部を焼き払い、古い時代の公館の者である己の死に場所として《協会》がひた隠しにしていた武蔵野迷宮深層への討ち入りを行う。そしてその行動により迷宮内に存在していた核製造施設の発見と破壊の成功に貢献するも、最深部にて現れた《九位》の手にかかり死亡。
オルガ・ゼーマン
聖痕大系高位魔導師 「茨姫」（いばらひめ）
高位魔導師でありながら、「協会」を離れて「公館」の専任係官を務める変り種。白金色の長髪に、おっとりとした仕草の上品な女性だが、やたらと言葉の端々で地球を「肥溜め」、地球人を「喋るウンコ」と表現する。これは地球を地獄、地球人を悪鬼と蔑む魔導師全般の感覚からすれば特異ではなく、むしろその「喋るウンコ」にすら同情を寄せる度量の広い人物と言えるかもしれない。魔法を効率的に発動させるために、自らの痛覚を刺激する拘束衣「茨」を着込んでいる機械化魔導師。専任係官に志願したのは、自身の罪を浄化するために苦行を積みたいという理由なのだが、作品における描写からは被虐性欲者にしか見えない。
「公館」の嘱託科学者である溝呂木京也の助手でもある。
六人目
男性。日本中で魔導師狩りに興じており、都心に戻るのは稀。契約により、事務官の指示に従わなくても処罰されない。
七人目
仁では顔すら知らない亡霊のような人物。契約により、事務官の指示に従わなくても処罰されない。専任係官が政府に牙を剥いたときのみ活動する。

#### 刻印魔導師
スピッツ・モード
錬金大系魔導師 「大気泳者」（エアダイバー）
神和瑞希の配下で、刻印魔導師としては数少ない信用できる人物。二つ名が示す通り空を飛ぶことに魅せられている。ダンディなカイゼルヒゲと、禿げ上がらせた頭、そして魔法を発動させやすくするため全裸で空を飛ぶマッチョな男。神聖騎士団との戦闘で死亡。
最終決戦で《運命の化身》に召喚されて別の歴史から現れ、義姉セラを背に乗せて飛ぶコンビネーションを披露した。
内藤 サミュエル（ないとう サミュエル）
因果大系魔導師
高速発火魔術の使い手。自分を虐待した孤児院の寮長に大人になってから復讐を試みたところ、巻き添えで300人以上の子供を焼き殺してしまい《地獄》に落とされた。この世界に根付き、妻子に恵まれて工場の副社長にまでなるが、借金で夜逃げを図ろうとする。

##### 鬼火衆
「鬼火」東郷永光率いる精鋭刻印魔導師集団。東郷の人徳に惹かれて、自然に有能な人材が集まっている。《九位》の手にかかり東郷が殉職したため、現在は武原仁と彼が代表を務めるNPOの指揮下にあり、彼を「大将」、メイゼルを「姐さん」と呼んで慕う。また、住居も仁のアパートの別室に陣取っており、食事では仁の部屋に全員が集まる。
虎坂井 レイ（こざかい れい）
精霊大系高位魔導師 「笑い顔」（ラフィンフェイス）
鬼火衆の筆頭にして、当代最強の刻印魔導師。常に笑顔を浮かべた美少年。魔法使いでありながら魔法に馴染めず、魔法の無い「地獄」に憧れてそこへ落ちるために、「地獄」礼拝派という異端思想のテロ組織を率いて国を一つ滅ぼしたことで「地獄」に落とされた。そのため魔導師としては珍しく「地獄」を好いており、忠実で優秀な刻印魔導師である。魔法で作り出した魔剣を武器として使用する。普段は高校に通っている。東郷の死後も《鬼火衆》のリーダー的存在で、仁の右腕のようなところに落ち着いている。
綾名 ネリン（あやな ねりん）
相似大系魔導師 「人形使い」（ドールメイカー）
本名はネリン・イスパイダ。生まれつきの顔面奇形のため、包帯をぐるぐる巻きにして自分の顔を隠している。両親からも愛されなかった孤独を癒すため、814人の人間を洗脳して自分の家族にした大量誘拐犯として、地獄に墜とされた。愛情に餓えていた彼女は、自分を人間として扱ってくれる東郷を慕い《鬼火衆》に入るが、同時に家族を求めることを止めることができず、他の刻印魔導師17名を洗脳して自分の子供にしていった。
グレン・アザレイ抹殺のために、浅利ケイツを脱獄させるようにと多額の報酬で《協会》に依頼される。危険を冒しても大金を得ようとしたのは、顔を整形して家族と共に穏やかに暮らすことが目的だった。だが《協会》のグレン抹殺作戦が失敗に終わり用済みとして見捨てられる。その後、覚悟を決めて自首するが、口封じのために《協会》のフィリップ･エリゴルに誘い出され殺害される。
「大食らい」（ビッグイーター）
完全大系魔導師
本名不明。手足の短い太った体型の男。口から大量の物を飲み込んでは自由に吐き出す能力の持ち主。対《九位》戦で死亡。
瀬利 ニガッタ（せり にがった）
賢猟大系魔導師 「砂の猟犬」
元密偵の女魔導師。仲間を裏切ったことが原因で地獄行きになった。軍服を着こなし、ガスマスクを付けて口元を隠した犬気質の持ち主で、序列に従っていないと気がすまない変態。メイゼルが通う小学校にこっそり住み着きメイゼルに自分の御主人になってもらおうとするが、拒絶され捕らえられて公館に引き渡される。さすがに軽犯罪だったので処刑されることもなく人格矯正のため《鬼火衆》の預かりとなる。しかしメイゼルと再会すると《鬼火衆》を離脱し、彼女の犬として飼われることを選ぶ。その後、円環魔導師の核開発施設を発見したため攻撃を受け、瀕死の状態で情報を持ち帰り力尽きる。
最終決戦で《運命の化身》によって別の歴史から呼び出されたが、戦闘には参加せず犬小屋の掃除だけして帰っていった。
マランキシュ
宣名大系魔導師 「黒鯨」（タトゥ・ホエール）
全身に彫った5色の刺青を用いて、宣名魔術に必要な手順をひとつ省く、実力のある魔法使い。《雷神》クレペンスの強襲によって死亡。仁の管理下に入った刻印魔導師で初めての死人となった。
ペンローズ
「金庫室」
魔法大系は不明。頭頂から腹部にかけてファスナーが縫いこんであり、そこから皮膚の裏側に裂け目を作り、そこに容積などは無視して物を仕舞い込んでおける。ただそれだけの能力だが、強力な銃火器を保存しておくことにより、「『沈黙』武原仁に強力な武装を渡す」という敵にとっては恐ろしいことこの上ない脅威となる。きずなをめぐる《幻影城》の戦いで死亡。

#### その他の公館職員
溝呂木 京也（みぞろぎ きょうや）
スポーツ選手のような短髪に銀縁メガネ、やせた体に白衣を着ている「公館」古参の嘱託科学者。自身は魔法を観測できないが、収集したデータを元に的確な分析を行うことができる魔法研究の第一人者。参謀としても有能な一面を見せる。しかし性格に問題が有り、あだ名は｢変態科学者」。魔法をより効率的に使用したり、破壊することができる品も様々開発している。
織田 笑美理（おだ えみり）
京香と歳の近い若い女医。公館の医務室の主。サッパリした性格で京香が愚痴を言える数少ない相手。仁が「公館」を離脱した時、規程により抹殺の対象になった仁を救うために助命嘆願の書名を集めて京香に提出するなど情に厚い人物。

#### かつての公館関係者
武原 舞花（たけはら まいか）
「蛇の女王」（アスタロト）
仁の妹。3月生まれ。4月生まれの兄とは同学年。いつの頃からか魔法を使えるようになるが、小学生の時に病気にかかり学校に登校できなくなる。自宅療養しながら過ごしていたが、病状の悪化を悟り、病巣を魔法に置き換えて延命を試みた。だが、魔法で作り出した臓器は魔法消去の影響を受け、家から出ることも兄以外の人に会うことすらできなくなる。さらに14歳の時に両親が失踪したため、自宅を借家として貸し出した金で、兄と二人でアパート暮らしを始める。後、兄が王子護から渡された名刺を頼りに魔導師公館に連れて行かれ、ついに魔法で病魔を克服する技術を習得した。その代価として彼女は公館の専任係官として活動するが、東京地下の核爆発を食い止めるために死亡。
死した後、魔法化した体の断片のみが残っている状態だったが、王子護がその中の一つを捕獲し「万有なる化身」によって眼の中に取り込み育てた結果8歳前後の姿で復活した。その状態で仁の部屋の住人のひとりとなり、本来ならば自分の方が歳上なのにもかかわらず、メイゼルのことを「メイゼルお姉ちゃん」と慕う。一方で、きずなのことは蛇蝎の如く嫌う。現在は魔法を使えない。
実は神聖騎士団の内通者。自らをあえて幼い姿で復活させたのは、歪みの無い状態の肉体を手に入れるため。歪みのない肉体は魔法消去の影響を受けにくいし、歪みである魔法大系を自分で選択できるからである。神聖騎士団をきずなの元に送り込んで追い詰め、きずなをそそのかして自らを再演秩序に同調させる魔法を使わせることで再演大系の魔法使いとなる。そして幻影城でバベルの再演を行い、地獄に「神」を召喚する。
神を召喚した後、完全な安定に至らなかった再演大系を安定させるため、人間が死に絶えた未来へと飛び再演秩序と意識を同調させることで「増幅器」となる。増幅器は過去からの干渉を受けることなく、「人間を救う秩序」である再演の神の代行者として人類の総数を増やす方向へと歴史を修正する。だが「最後の魔法使い」によって送り込まれた仁によって増幅器は破壊され、「人間を救う秩序」は人類が絶滅したことで崩壊した。
十崎 理五郎（とざき りごろう）
京香の父。元公館の事務官。武原家と親交があり、両親失踪後の仁と舞花のことを気にかけ助力をする。舞花の体が魔法消去で破壊されてしまうことを知っており、魔法についての情報を仁たちに教えたりして兄弟を見守る立場を取っていた。魔法使いに家を襲撃されて死亡した。

### 協会
「九位」（ノーヴェ）
円環大系最高位魔導師
「協会」の最高意思決定機関「三十六宮」の一宮
メイゼルの所属する円環世界の最高権力者にして最強の魔導師。メイゼルに地獄行きの決定を下したのも彼女である。防御力の向上と、電子操作に長けた円環魔法の力を最大限に発揮させる方法を突き詰めた結果、円環大系の超科学によって体をサイボーグ化させた機械化魔導師となっている。超高位魔導師としては極めて珍しい「俗物」であり、わかりやすい“野望”のために活動し、効率的であるならば通常の高位魔導師なら取らないような手段も行う。
本名はグラフェーア・トリア。彼女の兄はイリーズの夫であり、メイゼルにとっては叔母にあたる。もともと義姉イリーズに羨望と嫉妬の入り混じった感情を抱いており、サイボーグ手術を頼んだ結果、機械むき出しの体にされたのを機に敵対。トリア家秘伝の魔法を取引材料にするという、なりふり構わぬやり口で超高位魔導師たちを集め、イリーズを死に追いやった。
《地獄》で核戦争を起こそうと陰謀をめぐらせるが、アトランチスでの戦いで仁とメイゼルに敗れて捕縛される。その後再演魔術の操り人形と化すが、《運命の化身》で現れた別歴史のイリーズによって解放されると、メイゼルに改めて敵対宣言をして退いた。
ベルニッチ・シファキス
精霊大系高位魔導師
顎髭の中年男。尊大な態度を崩さぬ協会の調整官。地球人や刻印魔導師への嫌悪や侮蔑を隠そうともしないが、専任係官の実力自体は評価しており、グレンなどの才能には敵であっても敬意を示すなど、独特の美意識を持っている。地球の文化等を見下しているが、仕事でならある程度公私を弁えることができる。自身も一流の魔術師であり、瀕死の重傷を負った仁に魔術的な治療を施したこともある。「協会」の非主流派に属しており、「九位」達協会主流派とは影で牽制し合っているが、現在非主流派は主流派に押されており、ベルニッチはその矢面に立たされているため、苦しい状況にある。それでも「三十六宮」たる「九位」に対しては最大限の敬意を払っており、不敬な発言に対しては怒りも見せる。
第1巻から登場しているにもかかわらず、仁も長らく本名を知らなかったが、第9巻にしてようやくフルネームとイラストが登場した。
セラ・バラード
錬金大系高位魔導師「無双剣」
常に全裸の美女。スピッツ・モードの義姉でもあり、神和瑞希に対して義弟を死なせたとして、個人的に復讐心を抱いていた。協会の代表として「九位」と共にグレンとの話し合いに赴き、交渉決裂後グレンに挑むが、格の違いを見せ付けられ敗北、撤退する。後にグレン討伐よりも神和瑞希に対して私情で戦いを挑むが、きずなの仲立ちもあり瑞希と和解する。その後は協会には戻れなくなり地獄にとどまって流浪者となっていた。一時は寒川典子の家に匿ってもらっていたが追い出され、後に戦力不足となった「公館」に傭兵として雇われる。現在は一人では生活できないため、エレオノールの家できずならと一緒に世話になっている。
フィリップ・エリゴル
因果大系高位魔導師 「百手巨人」（ヘカトンケイル）
金髪の美丈夫。「協会」主流派に属する高位魔導師であり、「九位」に従ってグレンを利用して協会上部の者を殺させ、多くの席を空けて上に登りつめようとしていた。そのために「公館」や綾名ネリンを利用し、用済みとなった後にネリンを殺害したが、その後、ネリンから彼の思惑を知らされていた東郷に殺される。
最終決戦で《運命の化身》に召喚されて別の歴史から現れ、《逆天》ユリアを支援して合体因果巨兵《優勝・大逆天王》を完成させた。
アラクネ・ショージァ
円環大系高位魔導師
グレン事件後に事件の重要な情報を持っていると伝え《公館》に保護を求めてくる。だが実際に来たのは重度の麻薬漬け患者だった。当然まともに話せる状態などではなく、一同困惑し持て余していた。しかも職員の目を盗み公館から脱走し行方をくらます。武蔵野地下道でメイゼルによって発見されるが、ワイズマンの息がかかっていたことも判明し、戦闘の混乱に乗じて逃走する。
その後、正気の状態で《協会》からの使者として《公館》を訪れ、地下都市で暮らす魔導師たちの存在を知らせる。以降も《九位》の意を受けて暗躍するが、《神》が降臨すると再演魔術で操作されてすべての財産を吐き出した上、捕縛される。
ニコデマス・ユリー
相似大系高位魔導師 「痛み貯蔵庫」（ペインセラー）
末期癌におかされ円環魔法で生命維持している協会派遣の殺人医師。刻印魔導師が地獄で最初に連れて来られる《学校（スクール）》で実力不足の者たちを間引きしている恐怖の「保健医」。自分の癌を治せるだけの技量がなかったため性格が歪みきっていて、逆恨みで反抗的な健常者に自分の病巣をコピーして植え付けている。おかげで凶悪な罪人たちですら恐怖におののいている。必要悪として一応認可されているが、明らかに度を越したことを行っている。スクール内で彼を恨まない者は一人としていない。
《学校》を襲撃したワイズマン狩猟魔導師中隊の手によって死亡する。
マチルダ・クリストリッツァ
天盟大系高位魔導師
残念な性格の巫女。人々を強制的に愛で結ぶインマラホテプを呼び出そうとして《地獄》を訪れ、仁たちの暮らしを大混乱に陥れる。
ユリア・シュバール
因果大系高位魔導師 「逆天」（げきてん）
因果大系において呪われた魔法騎士団「応報騎士団（カースドナイツ）」の副将。ベルニッチの護衛として供に行動する。協会では非主流派に属し、ベルニッチと共に苦しい立場に立たされている。
クレペンス
円環大系超高位魔導師 「雷神」
円環世界に存在する「電磁騎士団」の団長。「地獄」の神話において「雷神」の原型となった張本人。誇り高く誠実であり、「三十六宮」にも匹敵する圧倒的実力者。完全な金属質の銀髪をしている。「九位」の片腕として核爆弾と共に円環世界の二枚看板の一つを背負い、兵士として汚れ仕事を任され暗躍している。しかし「九位」の望むような兵士にはなりきれず、今の自分に苦悩している。
イリーズ・アリューシャ
円環大系最強魔導師 「憎悪の女王」
故人。メイゼルの母。最も純粋な“魔法使い”と言われる魔法史に残る天才。見た目は普通の人間だが、全身を機械化しており、監視衛星や地上のレーダー基地、天文台など様々な機器からデータを受けて観測でき、さらにそれらの機器越しに魔法を使用できる。超高位魔導師ですら一人では太刀打ちできないほどの桁外れの実力を誇る。
夫を奪った者たちへの復讐と、円環世界の法則が本当に円環なのかを確かめるために革命を起こし、戦争を起こした。七人の超高位魔導師たちとの決戦の末に敗れるも、円環世界の《神》を殺すことには成功する。その結果、円環世界の基本法則は螺旋であることを明らかにしたが、その代償として円環世界は崩壊した。全人口の3割を失った民衆の怒りは彼女の死だけでは収まらず、メイゼルを地獄に落とすことになる。
最終決戦で《運命の化身》に召喚されて別の歴史から現れたイリーズは、円環世界を制し《協会》と戦争を繰り広げる《絶望の大神》になっていた。さらに強化された魔法で《雷神》クレペンスを一蹴すると、この世界のメイゼルを励まし、操られた《九位》を解放して帰っていった。

### 神聖騎士団

#### エレオノール隊
エレオノール・ナガン
上級聖騎士 隊長
グレアムの弟子で、若手最強と謳われる17歳の少女。バベル事件の騎士隊の中で唯一生き残るが、「公館」に捕えられた。「協会」であらゆる情報を引きずり出され絞りカスにされた彼女は、「公館」に引き渡された。十崎京香との取引により機械化聖騎士師団の聖務を妨害せざるを得なくなり、追放された。追放された後、神意は人に宿るものという信念を持つようになりきずなたちに協力する。
すべてを神意と断言するアンゼロッタに対し、他の人々と神意を問い続けることを選んだ彼女は《黒騎士》ユーグに認められてもうひとりの聖騎士将軍となり、神音魔導師以外も受け入れる神聖騎士団エレオノール派の祖となる。
ニコライ・バルト
上級聖騎士 副隊長
エレオノールに好意をよせる年若い騎士。銀縁眼鏡をかけた常に微笑を絶やさない優男。聖務に対しては真面目だが自分好みの服をエレオノールに勧めたり、携帯のカメラで彼女を撮影したりと、軽い一面も持つ。エレオノールへの秘めた恋情をジュルヴェーヌに突かれて破れ、怪物のような姿に変えられるが、エレオノールに止めを刺されて解放される。
グレアム・ヴィエン
上級聖騎士 団将
本来は騎士隊十個をまとめた団の指揮官でエレオノールの師。バベル再演のためにエレオノール隊を接収し活動する。作戦上のリーダー。《幻影城》での戦いできずなを殺そうとしたところを瑞希に倒される。

#### 機械化聖騎士師団
正式名称「マシーナリー・ナイト・デイヴィジョン」。アンゼロッタ・ユーディナによって設立された。機械で音を再生し魔法を効率良く使用したりするなど、科学と魔法を組み合わせて戦う新設の師団。現在は試験中の実験部隊。
アンゼロッタ・ユーディナ
聖騎士将軍 「至高の人」（ザ・ワン・オブ・スプレマシー）
わずか二十代で聖騎士将軍へと上り詰め、機械化装備を作り上げた、魔法世界にその名を轟かせる天才魔導師。当代最強の聖騎士の一人にして最高の神音魔導師でもあり、「三十六宮」にも匹敵する圧倒的な実力を持つ超高位魔導師。漆黒の髪の美女。神音魔法を使い限定的ではあるが相似大系に近い魔術を完成させた天才。複数の音を同時に聞き分けることにより、同時に複数の魔法を使うことができる。
再演魔導師であるきずなと「賢者の石」を狙い、五千名の機械化聖騎士師団を率いて東京に侵攻する。
仁は彼女とメイゼルが似ているような気がしていたが、魔法に詳しい別歴史のきずなによると、アンゼロッタはメイゼルの螺旋同位体で、普通の生まれではないらしい。
リュリュ・メルル
上級聖騎士 第三試験小隊副隊長
元エレオノール隊
神音世界の名門、メルル家の令嬢。生真面目な性格をしている。エレオノールを「お姉様｣と呼び慕う。エレオノールが離脱するきっかけを作った仁を激しく憎んでいる。
再演魔術の《神》が降臨すると、騎士団の一方的な大義に疑問を抱くようになる。一度仁に捕らえられた後に脱走するが、戦闘の巻き添えで重傷を負った寒川紀子を救ったのを機に再び仁やエレオノールに同道する。アンゼロッタと対峙した際《黒騎士》ユーグに諭されて、この世界の人々と一緒に《神》の意義を問い直すことを進言する。しかし決戦を生き抜く力量はなく、最期にエレオノールと和解して息を引き取った。
ジェイク・フェニックス
上級聖騎士 第三試験小隊隊長
ジャズを好む音痴な聖騎士。神音魔導師は音を正確に聞き取り奏でられなければ強力な魔法が使えないため、自他共に認める落ちこぼれである。しかしふて腐れていた時に、とあるジャズバーでマスターから「（どんな時でも）音楽は楽しめ」と言われ、以来明るい性格になり、同じ落ちこぼれたちを引っ張る良きリーダーになる。核爆弾回収の任を帯びて地下都市に進攻するが、隠された2個目の爆弾の爆発に巻き込まれて死亡した。
ベレーロ・ネロ
機械化聖騎士団の参謀。倉本慈雄ことマルク・フェルゼーの旧友だった。部下とともにきずなを襲撃するが、手を汚すことを決意した彼女に返り討ちにされた。

#### 聖霊騎士
デューガ
聖霊騎士No.3011「一眼怒拳」（ヒートフィスト）
3000年以上前、拳ひとつで魔法騎士団を壊滅させた猛者。左目は刀傷でつぶれている。
ミヒャエル
聖霊騎士No.0005「黄金の右手」
「はじまりの十五騎士」の一人。
ユーグ
聖霊騎士No.0003「黒騎士」
かつて再演大系の導きの元に「聖霊騎士」の魔法を手にした「はじまりの十五騎士」の一人。
再演大系のことを疑っており、能力はともかく人格的には聖霊騎士に叙勲されるべき人物ではないのだが、自分の疑いを後世に伝えるためにまだ組織が固まっていなかった時期に聖霊騎士の座に滑り込んだ。
《極星を追うもの》
3000年前のバベルをめぐる戦いで死亡したはずの女性騎士。滋雄にその姿を見せられていたきずなは、彼女を亡き母親と思い込んでいた。歴史改変で死因がすり替わり《聖霊騎士》として現れる。神聖騎士団が再演魔導師と決別した歴史の出身であり、別の未来からの再演魔術の影響を受けない。

#### その他の神音魔導師
倉本 慈雄（くらもと しげお）
神音大系高位魔導師 元団将
倉本きずなの父。普段は楽器を作る事が趣味のトラック運転手として生活していた。きずな本人は実の父と思っていたが、実際は幼い彼女をさらって育ててきた神音魔導師。
本名は「マルク・フェルゼー」。かつては「慈悲深き剣（カヴァリエーレ･デイ･ミゼリコルディア）」と呼ばれていた。
娘に対しては深い愛情を持って育てていたが、あくまでも二番目に大切な存在であり、自分にとっての一番大切な願いのために、娘と協力者、さらにかつての弟子グレアム･ヴィエンなどを利用し計画を実行に移す。
彼の目的は3000年前のバベルで死亡した女性騎士を救うこと。3000年前、神聖騎士団は「神の門」の召喚実験を行っていた。完全索引から「神の門」を構成する神音を引き出そうとする試みは、実験に参加していたある騎士が恋の神音を引き出してしまったことで失敗に終わり、想い人である女性騎士は完全索引をめぐる戦いで命を落とした。失敗の原因を作ってしまった騎士はその神音を楽器に残し、それを手に入れた倉本滋雄はその気持ちを共有することになり、歴史を改変して彼女を救うためバベル再演を実行し、その悲願を叶えるための神音を手に入れることに成功したが仁との戦いで命を落とした。

### 連合
アリーセ・バンシュタイン
混沌大系最高位魔導師 「導師」　500年以上最前線で戦い続け発狂しており、常に笑顔。
「連合」最高議会議長。「協会」の最高意思決定機関「三十六宮」の一宮。すでに離反しているが「協会」の権威を保つため属していることになっている。

### 犯罪魔導師
「協会」の敵となった魔導師。「公館」にとっても治安維持のために倒さなければならない。メイゼルたち刻印魔導師は、犯罪魔導師の認定を受けた者達を百人倒すことで自由の身が保障される。
グレン・アザレイ
相似大系超高位魔導師 「神に近き者」
協会が独占した知識や利権を解放するため、地獄を悪鬼から開放することを目的に訪れ、たった一人で協会や公館に真っ向から戦いを挑む。相似世界に革命を起こし、魔法使いの誰もが夢見た「悪鬼」掃討を実現させようとした英雄。
協会に大して真っ向から反逆し、相似世界で最高位魔導師《不死王》スセラミス・エラド・マナとその取り巻きを皆殺しにして地獄にやって来た。
相似魔術は高位な者ほど曖昧な相似であっても相似弦を結ぶことができるが、彼は原子や分子の単位で相似を見いだすことが出来る。
地獄で初めて会った双子の弟ケイツを気にかけるが、兄への愛憎入り混じるケイツは仁と共闘することを選び、彼らに敗れて死亡した。
最終決戦で《運命の化身》に召喚されて別の歴史から現れたグレンは、奮戦の末に倒れたケイツを救うと、自分の歴史では兄を救って命を落とした弟を称え、彼が目覚める前に去っていった。
ジェルヴェーヌ・ロッソ
宣名大系高位魔導師 「染血公主」
振り袖等の和装を好み、日本刀を振るう魔女。元協会の幹部。数年前に公館関係者の元に匿名で送られてきた《幻影城の鍵》の研究、および《幻影城》の調査をしていたが、協会の隙を突き、2年前鍵を強奪。その後、バベル事件を引き起こし、自分の望みをかなえようと画策する。利用できる物は、悪鬼 魔法使いの区別なくなんでも利用する非道な人物。《幻影城》での戦いで仁に斬られ、エレオノールにとどめを刺されて死亡。
別の歴史では、きずなと親しい間柄になることもあった。
ラグランツ・ヴェイル
宣名大系魔導師
ジェルヴェーヌ･ロッソ配下の魔導師。けして善人ではないが、主に対しては「姫ぃ様（ひぃさま）」と呼び忠義を尽くす。聖騎士との戦闘で主を守ろうとするが重傷を負い戦闘不能になり、主の魔法で爆弾に変えられ爆死させられた。
メイゼルが変態であることを魔法で証明した稀有な人物。

### ワイズマン警備調査会社
王子護 ハウゼン（おうじもり ハウゼン）
完全大系高位魔導師 「魔術師」（マジシャン）
白いスーツを身にまとい、右眼に銀の眼帯をつけた元専任係官。百年以上にわたり日本を護り続けていたが、現在は公館を離れてワイズマンのシニアマネージャーとして活動している。仁と八咬にとっても彼は師にあたるが、東郷と異なり腹黒い部分があるため二人からは嫌われている。きずなに対して「最後の魔法使い｣などの意味深な発言も残す。
核爆弾の販売やアトランチス人宣言など、商売のためには傍若無人に振舞うが、再演魔術で操られることは気に入らず、終盤では《公館》に協力姿勢をとった。
浅利 ケイツ（あさり ケイツ）
相似大系魔導師
メイゼルが最初に戦った犯罪魔導師。基本的に臆病で自身の手に負えない恐ろしい相手からはまず逃げようとするが、稀に魔法使いとしての矜持に熱い面が顔を出す。
本名はケイツ･アザレイ。グレン･アザレイの双子の弟だが、相似世界では一卵性双生児は「同じ人間」との誤認が発生して体機能が同調してしまい、その結果二人とも死んでしまう。それを防ぐためケイツは生まれてすぐに他の世界に送られたが、その世界の魔法が使えない彼は周囲になじめず犯罪者となり、ついには地獄行きを宣告される。刻印魔導師としての過酷な生活に耐えられずアメリカに逃亡するがそこでも真っ当な生き方ができず、腐りきっていたところを王子護ハウゼンに拾われ、日本に送り込まれてグレン戦争に利用される。
きちんとした魔法教育を受けられず、ほぼ自己流かつ低レベルな相似魔法しか使えなかったが、グレンに出会った際、相似魔術の才能をグレン自身と相似にされた。それで以前とは比較にならないほどの魔術行使が可能になったが、威力に見合う技術は備えていない。
その後ワイズマンのシニアマネージャーに就任しているが、どう見てもお飾りの役職。しかし本人は大真面目である。最終決戦ではスセラミス派の相似魔導師からリュカを守って奮戦し倒れるが、自分たちを操る再演魔術を見抜いて最期の力で反攻を仕掛け、極限未来で戦う仁に逆転の隙を与える。その後《運命の化身》で現れた別歴史のグレンによって蘇生。人殺しを嫌い、魔術で多くの人を癒したケイツは、いつの間にか周囲の他人から惜しまれる存在になっていた。
リュカ・エラド・マナ
ケイツの付き人の少年。なぜかメイド服を着ている。かつてグレンに討たれた相似大系最高位魔導師《不死王》スセラミスの子供の1人で、ケイツへの刺客に仕立て上げられたが逆に彼に救われ、それ以来ケイツを深く慕っている。
クレメンス・ヤクラ
完全大系魔導師 狩猟魔導師中隊軍医
副隊長のステファンが仁に殺されたため、なりゆきで中隊のまとめ役になる。地下都市で暮らす家族のために戦う善人であり、仁と和解するのも早かった。
ベルナー・ヒルタ
円環大系魔導師 狩猟魔導師中隊
転移魔術の使い手。「死神」の異名を持つ。地下都市住民が生活を保障されても戦いから抜け出せず、ワイズマンに残る。仁には激しい敵意を抱いており、アナスタシアの死後は嫌がらせのためだけに無力な寒川紀子を撃った。しかしきずなによって家族のもとに転移させられ、矛を収めざるを得なくなった。
アナスタシア・タバタ
円環大系魔導師 狩猟魔導師中隊
狙撃手の少女。国城田と組んでテロを行うほか、メイゼルのことも撃った。事件終結の折に逮捕されるが、《神》降臨後に再演魔術で操られて仁を足止めし、反撃で死亡した。

### 悪鬼（地球人）
魔法消去能力を持つ人々。魔法使いからは「悪鬼（デーモン）」と蔑まれている。

#### 私立御陵甲小学校
寒川 紀子（さむかわ のりこ）
メイゼルのクラスの学級委員長。メガネッ娘。メイゼルの嗜虐性の餌食にされており、被虐的な喜びに目覚めつつある。一時セラをかくまっていたこともある。
魔法の存在とメイゼルの素性が明らかになったときはそれを受け入れ、以後も魔法消去を取り戻すことはなかった。
天瑞 岬（てんずい みさき）
メイゼルのクラスメート。女子出席番号12番。教室で繰り広げられる仁とメイゼルの痴話喧嘩のまとめ役。二人のやり取りから、授業では学べない有意義なことを学べると断言して憚らない。
祖師堂 しづか（そしどう しずか）
メイゼルが通うクラスの担任。偽教師である仁と比べて、生徒への指導力は月とスッポン。生徒からなめられて困っている仁を、いつも笑顔で応援（だけ）している。
速見 志保（はやみ しほ）
六年二組の生徒。成績優秀、品行方正な優等生。学校の後期生徒会長に立候補しメイゼルと争うことになる。

#### 一般の人々
寒川 淳（さむかわ あつし）
寒川紀子の父。40歳近くで13歳年の離れた若い妻と結婚し一人娘を授かる。子供の頃から月光仮面が大好きで、気分がいいと、酔っていなくても顔にタオルを巻き「憎むな 殺すな 赦しましょう」といって踊りだす。妻や娘は少々あきれ気味で付き合ってくれたりする。
大学時代は国城田を尊敬し彼に付いて行こうとしていた。
蓮寺 公直（はすでら きみなお）
故人 大学講師
蓮寺貞時の息子。かつて大学で新民主主義研究会というサークルを主催していた。そこには若き日の国城田義一や寒川淳達が参加していた。学生闘争が盛んなころ闇討ちされ殺された。日頃から「正しく怒れ｣といっていたがその真の意味を理解される事はなかった。周りから失格講師と言われていたが国城田たちに多大な影響を及ぼす。
清水 健太郎（しみず けんたろう）
警察庁警備局 副局長
いわゆる高級官僚。公安を指揮する幹部。核ジャック事件発生と国城田の帰国で非常事態になった際、公館と連携を取る為に公館を訪れる。実は国城田の大学時代の友人の一人。当時のあだ名は「ガチケン」。当時は学生スパイとして国城田や蓮寺を監視していた。

#### 悪鬼の犯罪者
国城田 義一（くにきだ よしかず）
テロリスト。55歳
無政府主義者で世界各国で反政府活動をしていた国際指名手配犯。学生時代は大学で蓮寺公直の主催する思想勉強会に所属し、友人の石原慶太やガチケン、後輩の寒川淳と語り合っていた。60年代末から大学の学生運動に参加し、72年に米軍多摩基地に火炎瓶を投げ込んだ後、逃走していた時に王子護ハウゼンと出会い最初の取引を行なってそのまま国外逃亡する。アラブや南米等を転々としながら活動を続けるが、ある時アラブで日本の戦車を見て愕然とし、30年ぶりに日本に戻る事を決意する。ワイズマンと手を組み東京核テロのために活動を開始する。

## 用語
魔法世界
地球（地獄）とは異なる自然秩序（物理法則）をもった異世界。地球以外の世界は自然秩序（物理法則）がなんらかの点で歪んでおり、それゆえに歪みを修正する存在である神と、歪みを利用する技術である魔法が存在する。魔法世界と一口にいっても、自然秩序（とその歪み）は魔法世界毎に異なり、魔法や神の性質も世界毎に異なる。なお、神が修正を行うためか、物理法則が相異なるにもかかわらず、天体や自然環境、動植物などはどの世界でもほぼ同一。
地獄と悪鬼
幾千もの世界において、地球は最も物理法則が安定した世界とされている。神や魔法は自然秩序の歪みに基づくものであるため、地球には神も魔法も存在しない。また地球人は他世界人の魔法現象を観測するだけで消滅させてしまう。そのため、幾千もの魔法世界から人類は悪鬼（デーモン）、地球は地獄と呼ばれ、もっとも忌み嫌われた存在となっている。しかし、その安定した物理法則ゆえに地球は魔法現象の研究場所としては最適とされ、各勢力の重要な戦略資源として重要視されてもいる。
魔法
自然秩序の歪みを利用して、自然を操作する技術。
神
各魔法世界において物理法則の歪みを修正し、バランスを取る存在。自然秩序・法則の集積体。それゆえ、物理法則が安定した地獄には存在しないとされる。たとえば、円環世界においては生命現象も一種の周期現象であるため、本来不安定な状態にあるが、神がその歪みをある程度修正しているために、生命が存在できている。
魔法使い、魔導師
魔法を使用する術者を指す。この作品においては異世界人（魔法世界人）とほぼ同義。特に高位の魔法使いは二つ名を持ち、尊敬を集める。多くの魔法使いが「協会」に属しており、「協会」と対立している神音大系を協力している米国を嫌うため英語は蔑語となっている。魔法は個々人の能力差が非常に大きく、弱者が束になっても強者には叶わないし、強者は他人に頼らなくても自分一人で自由になんでもできるので、魔法使い達には弱肉強食と言っていいくらい極端な個人主義・実力主義が蔓延している。そのため魔法消去の問題を抜きにしても、「組織」と「平等」を重んじる地球人とは軋轢を起こし易い。
魔炎
地球人が魔法を観測すると、魔法消去現象により魔法が破壊されるが、その際に熱の無いオレンジ色の炎のような物が発生する。これを魔炎と呼ぶ。地球人は魔法も魔炎も知覚することは出来ない。
魔導師公館（ロッジ）
文部科学省文化庁に属する非公式機関。日本政府が「協会」と折衝する場合、窓口となる部署。作品内では「公館」と略称される事が多い。この世界にとって異邦人である魔導師は研究場所を自力で確保するのは難しい。ゆえに日本政府は保護と協力を提供して、引き換えに魔法なしで維持できる人間社会でも有用な魔法産物を受け取っている。日本政府と外交関係を結んでいる魔導師団体は「協会」。記録に残るだけでも平安朝からの歴史ある付き合いだが互いの信頼は無に等しい。「公館」は実質的な責任者である事務官のもと、運営に携わる一般職員と実働部隊である定員12名の専任係官とで構成される。専任係官の任務は、以下に大別して四種類。どれも非常な危険を伴うために、「協会」から使い捨ての助手として刻印魔導師を与えられる。
- 本拠である魔導師公館近辺の防御
- 東京の刻印魔導師の管理
- 異邦人として日本の法律を軽んじる魔導師の武力制圧
- 絶大な力を秘めた神人遺物の確保

また専任係官は魔法使いを殺す悪鬼であることから麈殺戦鬼（スローターデーモン）と呼ばれる。
刻印魔導師
元の世界で大罪を犯したものは、刻印魔導師として地獄に堕とされる。定員は六百名。協会に敵対する魔導師100人を倒せば罪を許されるが、史上いまだ果たした者はいないとされる。日本政府は自国を協会の「刑場」にしたつもりは無いため刻印魔導師には日本人としての国籍が与えられ名字も日本風になる。刻印魔導師は元の魔法世界において大罪を犯した犯罪者であるため、大概が殺せ以外の命令を聞かない信頼のおけない者達だが、中には協会の都合で堕とされたまともな人間もいる。
協会
既知魔法世界三千の内、約三分の一にあたる一千の魔法大系が所属する魔法世界最大勢力を誇る組織。「三十六宮」と呼ばれる超高位魔導師たちに発言権が独占されている。ただし、すでに離脱している神音大系や混沌大系も未だ協会に属していると言い張るなど、内部は綺麗な組織とは程遠い。
魔法世界と地獄を結ぶ神人遺物「門」のほとんどを独占するが故に権勢を誇っている。
神聖騎士団
神音大系に属する魔導師たちによって形成される騎士団。神音世界はひとつの宗教国家になっており、その宗教的観点から「神無き世界で祈り続ける人たちこそ、真に救われるべき者達だ」という考え方を持っている。そのため、地球を｢約束の地」と呼び、悪鬼を「人間」として見る唯一の魔法世界である。その姿勢から一万年前に協会と袂を分かち、今も抗争が続いている。
地獄に神を光臨させるという「神意」を果たし、神意に反する神敵を滅ぼす事が彼らの使命。ただし大儀のためには小事は全て切り捨てる事が当然であるという考えが浸透しており独善性が強い。その事も相まって「公館」とも相容れない存在になっている。
騎士の階級は下から聖騎士（平騎士）、上級聖騎士（士官以下、下士官まで）、聖騎士将軍（准将以上）の3段階しかないため、階級だけで実力を測ることは困難である。
現在はアメリカと手を結び、国内で起こる犯罪魔導師の取締りを行なう等、公館と同様の仕事もしながら協会の完全排除の機会も窺っている。
最初から神音世界を統一していたわけではなく、かつては反神聖騎士団派の勢力も存在していたが、再演大系の協力を受け、神音大系では確立されていなかった不死の魔法「聖霊騎士」の技術を確立したことから神音世界の最大勢力となった。
ワイズマン警備調査会社
アメリカに本社を置く魔法使いの会社。経営は株式。警備 調査を主な仕事にしているが、実態は金になることなら何でも行なっている。目的は旧来のように地獄を支配しようとするのではなく、貿易関係を結ぶ事で安全で確実な魔法研究を行える権利と場所を確保すること。ただし目的のためには手段を選ばない危険な組織。
武蔵野迷宮
東京都西部にある巨大なトンネル。過去に魔法使いによって拡張工事が行われ、最下層には「協会」の管理する「門」があると言われている。
私立御陵甲小学校
鴉木メイゼルが通う小学校。校名は「ごりょうきのえ」と読む。武原仁は、刻印魔道士であるメイゼルの監視のため、メイゼルのクラスの副担任として通勤している。仁は教員免許は持っておらず、正真正銘の偽教師である。受け持ちクラスは六年一組。
連合
ヨーロッパを拠点としている魔法使い集団。14世紀半ば、「協会」が黒死病を蔓延させて「悪鬼」を滅ぼそうとした際に反旗を翻した二百十五個の魔法世界を原型とする組織。
アトランチス
イリーズ・アリューシャの居城。「大崩落」の影響で二千年以上過去の地獄に飛ばされ、「連合」の空中要塞として使われていた。連合独立戦争の際、クレペンスに撃墜され海底に沈んでいたが、王子護の手で再び浮上する。そして王子護はアトランチスを発見させることで魔法使いの存在を大々的に公表した。
大崩落（ビッグフォール）
イリーズ・アリューシャの《神殺し》によって引き起こされた災厄。円環世界はその名のとおり閉じた環の状態の世界であり、そこに変化をもたらしているのは《神》であるとされてきた。そのため《神》を失った場合変化はなくなり、永遠に封印されると思われていた。それに疑問を持ったイリーズが《神》を殺した際、世界の秩序は暴走し、円環世界の時間が静止した。十三年後に《神》が復活して世界が動き出したため、円環世界は変化を自然秩序に組み込んだ螺旋状の世界であることが証明された。しかし、復活した《神》がもたらすバランスは古いものと若干異なっていたため魔法文明が崩壊。全人口の三分の一を失う被害をもたらした。

## 魔法
地獄（地球）を除く総ての異世界では自然秩序（物理法則）がある部分において歪んでおり、魔法使いは観測する事でその歪みを見極め、自然を操作する事ができる。それが「魔法」である。
魔法はそれぞれの世界の秩序の歪みにつけこんで発動する。世界毎に自然秩序の歪みは違うため、一口に魔法と言ってもその性質は世界毎に異なり、各世界は必ず一つの魔法大系をもつ。
魔法使いの肉体は故郷の歪んだ秩序を受け継いでおり、観測によって故郷の歪んだ秩序を世界に上書きする。これが魔法の起点であり、魔法使いは己の肉体の持つ歪んだ秩序に基づいて魔法を行使する。例えば円環世界の住人は、「周期運動が不安定」な故郷の歪んだ秩序を世界に上書きし、その歪みを利用して周期運動を操る。そのため、それぞれの世界の魔法は、そこの住人にしか使えないし、他の世界の魔法（異なる秩序に基づいた魔法）はどんなに努力しても習得できない。たとえ自然秩序の異なる異世界に行っても（たとえ地獄でも）故郷の秩序が上書きされるため、故郷の魔法が使えるし、それしか使えない。この肉体の持つ歪んだ秩序は非常に強固なものであり、一生変わることがない。神でさえも生まれ持った秩序を引き剥がすことも、他の秩序を与えることもできないとされている。この強固さ故に、魔法使いの肉体を他の魔法使いが観測しても、秩序を上書きすることができない。そして秩序の上書きができないものに魔法をかけることはできないため、他人の肉体に直接魔法をかけることは（原則的に）できない。子供は基本的に母親の魔法大系を受け継ぐが、絶対ではない。
また唯一地球だけは、完全に物理現象が安定しているため、その性質を受け継いでいる「悪鬼（地球人）」が魔法を観測すると歪みが強制的に安定させられ、魔法は魔炎を上げて崩壊する。これが魔法消去である。
本編に登場する魔法は、各大系ごとに異なる性質を持っており「魔力型」と「索引型」に大別される。さらに地球人が発現させる分類不可能な特殊な魔法である「カオティックファクター」も存在する。

### 共通して見られる魔法
いくつかの魔法・魔法理論は、大系の別を超えて、全て、あるいは複数の魔法大系で共通して見られる。下記にその一部を紹介する。
化身（アバター）
自然秩序が歪んだ世界では「魔法使いがここに居ること」さえ曖昧な現象である。魔法使いの存在自体を魔法で記述しようとすると必ず本人との違いが生じる。この違いで「もう一人の自分」や「今の自分とは違う自分」を作り出す魔法が各魔法大系に存在する「化身（アバター）」と呼ばれる魔法である。自分の分身を作り出したり自分の性質を変化させるなど、各大系で形態は違うがいずれも高等魔術の一つとされている。
螺旋同位体
化身の一種。「魔法大系（だけ）が違うもう一人の自分」。
客観的にいえば、魔法大系以外の要素が全く同一の人物（たち）のことである。
アンロゼッタと最初の神人とシェルベーヌがメイゼルの螺旋同位体である。また舞花の複製も舞花の螺旋同位体である。
円環大系の破滅の化身を円環大系本来の秩序である「変化を伴う螺旋」で発動すると現れるらしい。螺旋の化身は螺旋同位体がいないと完全な形では発動できない。秩序を変質させる反動に耐えるためには、一つの魔法秩序・一人の自分では足りず、複数の魔法秩序・複数の自分を以て支える必要があるからである。メイゼルが螺旋同位体をもつのはこのためらしい。
また、蛇の女王の輪廻の化身によって生まれる術者の複製も螺旋同位体である。
再演魔法的に観測すると、人としての「索引」が全く同一である。
同じ時間軸に複数の同一人物は存在できない。
魔法大系を問わずに存在するルール。
この制約ゆえに、同じ聖霊騎士を複数人同時に召喚することはできないし、術者のいる時間軸で生きている人物を運命の化身で召喚することはできない。
概念魔術
魔法も通常は「原因」が有り「結果」が生じる事に変わりは無いが、概念魔術と呼ばれる魔法は「結果」を自然に押し付けて逆算的に「原因」を生成させることができる。高度で強力な魔法だが、自然秩序から離れている為、魔法消去に弱い。また、どんな「原因」を生成するかはわからないので、術者にも予想外の挙動を示す場合もある。
魔法構造体/魔法生物
概念魔術を細密に構成して、結果から原因を生成させるだけでなく、「〜ならばこうする」などの条件分岐を組み込んだ魔法。
術者が制御しなくても生物のように勝手に動く魔法であり、便利だが暴走の危険もある。
魔法の組み合わせ/分業
複雑で高度な電子回路も単純な電子部品の組み合わせから成り立つように、いくつかの魔法世界では、複雑で高度な魔法も単純な魔法の組み合わせとして成り立っている。
高度な魔法が単純な魔法の組み合わせであるということは、単純な魔法をバラバラに発動してから統合しても高度な魔法が発動するということでもある。故に複数人で単純な魔法を使用し、それらを組み合わせることで、高度な魔法を発動することもできる。これは最終産物である高度魔術の側から見れば「高度魔術を複数人で役割分担して生み出す」こと、つまり魔法の分業化に他ならない。単純な魔法しか使えない雑魚魔導師でも、分業で高度な魔法を使えるし、高度な魔法を使える魔法使いなら分業でさらに高度な魔法を使用可能になる。また並列処理の原理で魔法の発動を高速化することもできる。
また後述の多重発動も分業と同じように、より強力な魔法をより高速で発動可能である。
因果大系・神音大系・円環大系・天盟大系などで発達しており、これらの魔法世界では魔法使いの社会化が促進されている。
多重発動
複数の魔法を同時に発動させる技術。魔法版の並列処理
上記の組み合わせと併用することで、より高度な魔法をより短時間で発動することもできる。
神音大系・天盟大系で確認されている。
不死魔術
どの魔法大系も何らかの形で「不死」にたどりつくとされている。
それは不老化による寿命の克服であったり、自身の体を魔法構造体に置き換えることでの高い生命維持能力であったりする。
中でも不老化による永遠の命は魔法使いにとって魅力的なものだが、魔法大系がどれほど発達しようと自然秩序の性質的に手に入らない場合もある。しかし手に入らないならばなおのこと欲望を掻き立てられるらしく、永遠の命を手に入れるために強引な手段がとられることも少なくない。
魔法的転移（テレポート）
瞬間移動する魔法。原理・難易度・形態は異なるものの、作中登場した多くの大系で確認されている。
この魔法があるため、魔法使いの逃亡や侵入を阻止するのは非常に難しい。
自力で世界間を移動する場合もこの魔法が使用されている。
大系の枠を超えた魔法
魔法は世界を魔法使いが属する歪んだ自然秩序で記述する技術である。
「結果」を先に記述して原因を世界から引き出す「概念魔術」や、術者自身を記述する「化身」はその応用である。
それを極限まで突き詰めれば、全ての魔法世界をひとつの自然秩序で記述することさえ可能である。その域に達した魔法は、他の魔法世界の自然秩序そのものさえも、自身の自然秩序で記述できるようになる。本来大系が違うということは、魔法の基盤となる自然秩序そのものが異なるということであるため、どんなに努力しても他大系の魔法を使うことはできない。しかしながら「他の自然秩序を自分の自然秩序で記述できる」ということは、異なる自然秩序そのものを自分の自然秩序の下で再現できるということであるため、大系の枠を超えて、他の大系の魔法を使用（再現）したり、他の大系の魔法そのものを直接操作したりできるようになる。
例えばアンロゼッタは（限定的にとはいえ）相似大系の秩序を神音大系の秩序で記述し、相似魔法を神音魔法で再現している。これは魔法使いにとってさえ奇跡と呼べる領域であり、この魔法の犠牲者となった魔法使いは、殺されるとわかっているにも関わらず、喜びのあまり笑いながら死んでいった。神人大系、つまり再演大系も枠を超えた領域にあるらしい。
抽象概念
『愛』・『正義』・『真実』・『幸福』・『神』のような意味が広い抽象概念を魔法で使うことは非常に難しい。抽象概念は人によって想像するものが違うため、大勢の魔法使いから違うものとして観測されるせいで、概念自体がゆれて捕まえられないためである。ただし絶対の不可能事というわけでもなく、後述の唯一魔導師や神の辞書のような抜け道も存在する。
唯一魔導士
索引型魔法の魔法使いが世界にただ一人生き残った状態のこと。索引型魔法における最高の資質と呼ばれる。というのは、前述の通り、抽象概念は大勢の魔法使いから観測されることでゆれてしまうが、逆に言うと魔法使いがただ一人になった時にはゆれが消失するため、抽象概念を簡単に扱えるようになるからである。故に唯一魔導士のみが、魔法索引を完全な形で支配できる。作中登場した魔法使いでは、きずなと最初の神人と増幅器（いずれも再演大系）が該当する。
魔力型の魔法使いにはこのような最高の資質というものは存在しないらしい。
神の辞書/完全索引/極点
索引型の共通認識として「神の辞書/完全索引/極点」という概念がある。「神の辞書/完全索引/極点」とは自然秩序が完全に安定した場所のことを指し、そこではものにぶれ幅が存在せず、万物は《索引》と完全な対応関係を持ち、現実と《索引》が等しく、あらゆるものが《索引》として観測されるため、抽象概念をも含めてあらゆるものの《索引》を入手できる。いうなればありとあらゆる魔法の使い方が書いてある辞書であり、索引型魔導士にとってどんな望みもかなえてくれる万能の奇跡である。地獄は自然秩序が最も良く保たれているため、その「神の辞書/完全索引/極点」に最も近い世界とされる。

### 魔法大系
本項では、魔力型 索引型 カオティックファクターを、それぞれ五十音順で記載する。

#### 魔力型
魔力型魔法は自然秩序の乱れを「魔力」として感知しそれを取っ掛かりに自然を操作する魔法である。
魔力型の攻撃魔法は「自然物・自然現象を操って敵にぶつける」というものが多く（例:円環大系の人工稲妻・相似大系の人工津波）、自然のエネルギーを魔法に取り込めるので出力が高いし、もともと自然界に存在している物をぶつけているので、魔法消去にも比較的耐性がある。ただし、「魔力」を見出せるものしか操れないので、できることとできないことがはっきり分かれてしまう融通の利かないところもある。例えば円環大系であれば、どんなに極めても周期性から抜け出すことはできない。
因果大系（いんがたいけい）
現象の因果関係に「魔力」を見出す魔術。因果を逆転させたり途中で止めたりする事等が出来る。拡散を逆転させて濃度差を作りだしたり、熱伝導を逆転させて温度差を作りだすなど、マクスウェルの悪魔的な現象を起こすことを得意とする。人が生存できる環境ならどこにでもある事から空気を操る能力が特に発達している。また、魔法の組み合わせや分業技術も発達している。
- 魔法的転移（テレポート）
「今ここにいるから次の瞬間もここにいる」という因果関係を捻じ曲げ、「次の瞬間いるかもしれない場所」へと転移する魔法。
因果大系で最高難度の魔法であり、高位魔導師にとっても成功率の低い魔法だが、体の一部さえ転移できればリカバーが効くため、リスク分散のために体を分割して転送することが多い。
- 因果巨兵
空気ピストンのような単純な魔法を組み合わせることで作成される高度な魔法機械。
一人の術者でも作成できるが、複数人で分業することでさらに強力なものを作ることもできる。

円環大系（えんかんたいけい）
振動や回転といった周期のある運動や自然現象が安定しない世界で発達した、周期運動するものに「魔力」を見出し支配する魔術。典型的な魔力型魔法であり、既知魔法最大級と言われる超大出力による高い攻撃力、高機動力を誇り、魔法消去にも耐性があるが、紙と揶揄される防御力の弱さがネック。主に電子を操る技術が発達しており、雷神神話のモデルとなった。「三十六宮」序列紅宮六位の世界だったが、基本法則の間違いが発見されたため九位まで落とされた。
- 破滅の化身（アバタールイン）
自分がここにいるというそれ自体閉じた円環になっている現象をあやとり糸のように無理やり変形させ小さな円環を無数に作り出す事で、自分を増やす（複製する）魔法。簡単に言うと分身を作る魔法だが、分身といってもどれが本物でどれが分身と決まっているわけではなく、全員が本物でもあり分身でもある。
分身も術者と同等の能力を有し、魔法を使うこともできるため、火力や手数を増やしたり、役割分担したり、高度な魔術を分業で組み立てたりするのに用いられる。
人数が増えていても基本的には同一の存在という矛盾を抱えているため、使用には全員が同一の存在という条件が満たされなければならない。もし、分身のどれか一人がほんの僅かでも負傷（変質）すれば「同一の存在」という条件が崩れてしまうため、術者は消滅してしまう。
円環大系の高い攻撃力をさらに高めることができ、全アバター中最高の攻撃力増加能力とも呼ばれるが、この「同一条件」という制約から、僅かなダメージでさえ即死となる諸刃の魔法である。
開発当初は裸の化身しか複製できなかったが身につけているものも複製できるように改良され、高位魔導師であれば「要塞施設と同化した魔法使い自身」を要塞ごと複製できる。
- 生命円環
生命活動を「生命の円環」として認識することにより、操作する魔術。 円環大系における不死魔術。
傷病や老化は生命の円環の不安定化として観測されるため、逆に生命の円環を概念魔術で強化・安定化させることで、傷病の悪化を食い止めて生命維持を行ったり、老化を止めたりできる。極まれば頭部を失う、頭部以外を失うといった明らかな致命傷を負った場合や無酸素状態といった本来生存不可能な環境でさえ生命維持を行うことができる。
ただしできることは基本的に「悪化を食い止める」「生命を維持する」ことだけで、若返ることはできないし、傷病を「治す」ことは不得手（自然治癒を早める程度）である。つまり生命円環を使用しても、死にはしないというだけでダメージや苦痛はそのまま残るし、生命を維持するだけで魔法を使い続けなければならないため、戦闘中ではジリ貧の最終手段でしかない。
なお生命円環の操作ができれば簡単に老化を止められるはずであるのに、なぜか不老化は非常に難しい。その謎が円環世界の真の法則を明らかにすることになる。
- 自己円環
「自らという円環」を強化することで術者が傷つかなくなる防御魔術。守りに難のある円環大系の中では例外的に単純で強力な魔術だが、攻撃を受けてできる歪みを修復し続けなければならない欠点がある。そのため短時間で連続した攻撃を受けると突破されてしまう。
《雷神》クレペンスが開発した魔術だが、イリーズ・アリューシャには上記の欠点から「自己円環を修復する余力を作り出している神経強化の魔法のほうが高度」と評されている。
- 螺旋の化身
対象の秩序自体を変質させるため、どんなものでも、自然秩序そのものでさえ破壊してしまう魔術。神人遺物も神そのものをも破壊した。
神でさえ引きはがすことも与えることもできないとされる、魔法使いの肉体の持つ歪んだ秩序をさえ変質させてしまう。
イリーズ・アリューシャが提唱した「円環世界の基本法則は実は元に戻る円環ではなく、変化を織り込んだ螺旋である」という仮説に基づいて開発された魔法だが、「螺旋を前提としているにもかかわらず、円環を魔法の基盤にしている」という矛盾を抱えており、それを解消するために「術者でありながら術者でないもの」を必要とするため、「化身」の名を冠しているものと思われる。イリーズが使用した際には「メイゼルのコピーである生命円環」を、メイゼルが使用した際には自らに重ねた「破滅の化身」をもって「術者でありながら術者でないもの」という条件を満たした。
イリーズの仮説どおり円環世界の基本法則は「変化を織り込んだ螺旋」であり、円環世界の“神”は時間の移ろいによる変質をも監視していた。イリーズがこの魔法を使って“神”を殺したことで“神”が監視していた時間も崩壊してしまい、円環世界はその被害を食いとどめるために、変質の果てに“神”が復活するまでの13年の間変化を止めてしまった。
この魔術の使い手は、1つの世界の秩序だけでは存在を確保できないため、別の世界に「螺旋同位体」という分身を生み出す。
- 魔法的転移（テレポート）
自分がここにいるというそれ自体閉じた円環になっている現象を無理やり開いて「いるかもしれない場所」へと再結像する魔法。
破滅の化身の応用であるため、使用中に負傷すると術者が消滅する危険がある。
テレポートの中では最も融通が利き、自分の知っている場所や視界内であればどこにでも転移できるし、他人を同時に運ぶこともできる。
- 都市魔方陣
イリーズが開発した円環大系における分業魔法。
破滅の化身による分業を応用し、破滅の化身ではなく複数の魔法使いで分業するようにしたもの。
弱い魔導士でも集団になれば力を持てるようになり、円環世界に革命的な変化をもたらした。

完全大系（かんぜんたいけい）
術者自身が認識したイメージと現実との区別が曖昧な世界で発達した魔術。観測者の脳内の像に魔力を見出し現実の方を脳内のイメージ通りに書き換えることができる。イメージを精密に描ければ、地獄の自然秩序への違反が観測できないほどよく出来た物質や現象を生み出せるため、魔法消去に強い。万能に近い体系だが、それ故に暴走の危険も高く、力を引き出すことよりも制御に重点が置かれた発展をしている。例えば感覚器を操作して幻覚を生じさせ、その幻覚を具現化する、といった回りくどい方法をとっている。それを知らなかった原初の術者達は世界を野放図に書き換えた挙句、欲望のままに自分自身をも書き換えてしまい、人外の生物と化してしまった。そのため現在の術者達は生まれたときに「人間の形」を封印としてかぶせられている。イメージを具現化するという性質上、幻覚を破るのは苦手。なんでもできるもっとも魔法らしい魔法であり、地獄における魔法使い伝承のモデルとなった。「三十六宮」序列黒宮三位。
- 万有の化身（ユニバーサルアバター）
「人が世界を感じるということは、自分の中に世界の像を作るということである。そして人が世界を感じられるのは、世界の全てが人間の中に予めあるからに他ならない。即ち人とは世界である。」という理論に基づき、自分の中の世界（の像）を現実に引き出す化身。「世界の全てが人間の中に予めある」ために、この化身はどんな世界でも引き出すことができる。故に引き出された世界の内部秩序は術者の自由になる。
王子護はブラックホールのように「内部に入ったものを二度と脱出させない」秩序を与えていた。また、自分が傷つかないイメージを引き出す事で攻撃を無効化した。ただし術者が恐怖する対象に対しては傷つかないイメージが維持できず、ダメージを受けてしまう。王子護は原爆を恐怖していたため、それで破られてしまった。
- 魔法的転移（テレポート）
  1. 周囲の人間の「見失った」という認識を利用することで「この世のどこでもない場所」へ移動し、術者がいそうだと考えた場所へ再結像することで、転移する。
  2. 自身の影を動かし、そのイメージに自身の体を追随させる形で転移する。

混沌大系（こんとんたいけい）
関係するものの間に魔力を見出す大系。魔力は術者本人の制御を離れて勝手に生命を持つ。関係性さえ結べれば、どこまでも無限に魔力圏を広げていけるため、世界中をカバーできるほどの効果範囲・射程を持っており、情報収集能力に優れる。ただし、魔法を完全にコントロールすることはできない。「三十六宮」序列黒宮二位の高位世界だが「協会」を離反し「連合」に属している。
- 魔術的転移（テレポート）
術者と関連のある場所へと転移する。

精霊大系（せいれいたいけい）
自分自身という枠が曖昧な世界で発達した魔術。万物に魔力を見出し、対象と自分との区別を曖昧にすることで精霊と呼ばれる擬似人格を付与し、自在に操る。治療や防御を得意とするらしい。「三十六宮」序列紅宮八位。
相似大系（そうじたいけい）
形が似ている物は「同一の物」と誤認する世界で発達した魔術。似通った形のもの同士を｢相似の銀弦｣と呼ばれる物で結ぶことで一方ともう一方を同じ状態にする。たとえば剣型のアクセサリーと本物の剣を相似弦で結び、アクセサリーを動かすことで剣にも同じ動きをさせたり、患者を健康な人間と相似弦で結んで、同じ状態にして治療したりできる。簡単にいうと物体操作と治療を得意とする大系。機動力に乏しいのが弱点。魔力型としては比較的器用だが、出力は低め。海水を操作して津波を起こしたことがあり、海神神話のモデルとなった。「三十六宮」序列黒宮六位。
- 原型の化身（アーキタイプアバター）
人間は神の似姿であり、原型は同じでみな似ているという観測から、他人を強制的に術者自身に似せる化身。血流を同期させることで不整脈を起こしショック症状を起こしたり、感情をシンクロさせて洗脳・精神崩壊などを引き起こす。人体への直接干渉ができる非常に強力な魔法。治療もこの化身の応用。
- 不死魔術
相似大系には本来寿命を延ばす方法は存在しなかったが、その代替として原型の化身による治療を応用して他人の姿を写し取る（変身する）ことで若返るという魔術が開発された。しかしそのうちに美を求めて他人の姿を勝手に盗み取ったり、姿を盗んだことが訴えられないようにオリジナルを殺したりということが横行し、相似世界は退廃することになる。
- 魔法的転移（テレポート）
  1. 術者とそれを模した人形を相似弦で結び位置を入れ替える。術者のよく知っている場所にしか行けないうえ、あらかじめ人形を用意しておく必要があるため決まった場所にしか移動できない。しかし高位の術者であれば概念魔術によって目標位置に人形を作成できるので、好きな場所へと転移できる。応用として他人を強制的に転移させたり、人間同士の位置を入れ替えたり、3者間で位置を入れ替えることもできる。また「位置を入れ替える」という性質上、「遠くに移動する」だけでなく「遠くにいる人物を呼び寄せる（召喚・アポート）」ことも可能。
  2. 転送障壁。空間同士を相似弦で結ぶことで繋げ、通過したものを瞬間移動させる魔術。一度作成すれば何度でも人や物をものを運べるため輸送に適する。攻撃魔法も別の場所へ転送してしまうため、あらゆる攻撃を防ぐ盾にもなる。

- 概念魔術
「同じ形である」という結果を押し付けて、強制的に「同じ形」に変形させてしまう魔術。
「同じ形である」という結果が決まっているので、何をしても形が変わらない。圧力をかけても変形しないし、電子を奪っても周囲から電子を集めてイオン化を防いでしまう。

錬金大系（れんきんたいけい）
物と物の境界が曖昧な世界で発達した魔術。物と物の間の境界に「魔力」を見出しその性質を自由に操る。境界に触れたものの温度や気圧を操作したり、相転移させたりできる。気圧操作で空を飛んだり、相転移で物体や人間を破壊したりするのが得意。通常「自分と外界との境界」つまり皮膚を起点に魔法を使うため、発動させる時は裸の方が効率が良く、皮膚の性質を変えることで接近戦で無類の強さを見せる。そのため錬金大系世界では全裸が当たり前であり、むしろ服を着ることを恥じとする習慣さえある。名前の通り、錬金術伝承のモデルになった大系。
- 聖別の化身（デイバイドアバター）
本来は皮膚を起点に魔法を使う錬金魔導師が、より広範囲に魔法を使用できるようにするための第二の境界線として作り出すもの。術者を覆う実体のない透明な膜のようなものであり、これに触れたものに魔法をかけることができる。

#### 索引型
索引型世界においては、万物はイデア・《索引》が存在するが故に存在できる。たとえば《火の索引》という自然法則が存在するから、火が存在できるという順序で世界は成り立っている。この万物を存在せしめているしくみ自体に働きかけることで、万物を実体化させる魔法が索引型魔法である。
索引型世界においては万物と《索引》は対応関係を持ち、《索引》を観測するとそれに対応した物が実体化する。たとえば黄金と対応した《索引》を見つけたらその《索引》を観測するたびに何度でも黄金を生み出せる。そのため無から有を生み出すことも可能である。しかし《索引》を観測すると術者の意思にかかわりなく魔法が発動してしまうので、暴発の危険に常にさらされている。またどの《索引》が何に対応しているかは基本的に試してみるまでわからないので、《索引》探しが大変な場合もある。なお魔法は索引の媒質中に出現する。例えば音を索引とする神音大系では音の媒質中（主に空気中）に魔法が現れるし、術者のイメージを索引とする宣名大系は術者のイメージ内に魔法が出現する。
理論上は、世界に存在しうるありとあらゆる物と現象を生みだせる魔法であり、魔力型と比べると万能性が高い。とはいえ、索引を発見できればの話であるので、実際になんでもできるわけではないが。
賢猟大系（けんりょうたいけい）
味や匂いを索引とする魔法。得意としている系統は肉体の強化魔術だが、脳が正確な味や匂いを感じないとうまく発動しない。正確な匂い以外を嗅がないようにするため、普段はガスマスクをつけている人が多い。人間にとって身近な感覚で発動するため魔法を発見した時期が早く、最古の魔法のひとつとも言われている。
- 魔法的転移（テレポート）
匂いを覚えたもののそばへと転移する魔法。使用時には対象の匂いを再度嗅ぐ必要がある。テレポートとしては珍しく、移動するものを追尾できるという特性を持つ。

再演大系（さいえんたいけい）
観測者たる人間（の仕草・行動）そのものを索引とし、過去の人間を操作して歴史を書き換える魔法。はるかな未来に世界を救うというマイトレーヤ・弥勒菩薩のモデルとなった。
再演魔導師は世界の歴史を一冊の本として感覚する。過去全ての人間の仕草・行動を「文字」として記述した「本」である。再演魔法は本に記された過去の出来事を演じる行為を《索引》として、本の中の「文字」を、つまり過去の人間の行動・仕草を書き換える魔法である。ゆえに直接操ることができるのは「人間の仕草・行動」だけであり、他の魔法大系のように自然を操ることはできないし、人間の心を操ることはできない（魔法使いに魔法を使わせて間接的に自然を操作したり、行動を介して間接的に心の動きを誘導することはできる）。
強い再演魔法で大きく歴史を変えると、時間の流れは枝分かれして、新しい時間軸が生じる。本に記述されているのは「術者のいる時間軸」の歴史だけであり、他の時間軸の歴史は記述されていないため、他の時間軸に属する人間を再演魔法で観測・操作することはできない。
未来から投射される攻撃を防ぐ方法は魔法消去くらいしか無いため、非常に恐れられている。
魔法使いへの直接干渉に特化した唯一の魔法大系。60年前に一つの国家に荷担した再演大系は「連合」の魔法使いたちを操り戦争を行った。だがそれによってこの魔法を危険視した「連合」によってその痕跡の全てを徹底的に消された。
魔法消去者を除くすべての人間にとって天敵と呼べる魔法であり、多くの悲劇を生み出してきた。再演魔導士自身さえその例外ではなく、未来からの再演魔法に操られ、苦しめられてきた。
索引型魔法とされているが、実際はカオティックファクターの一種。舞花によって召喚された「真なる神」が、「再演の神」として顕現したことでその影響力を格段に高める。それによって唯一の弱点であった魔法消去を克服し、ほぼ無敵の魔法となる。
- 運命の化身
唯一魔導士に与えられる「世界を客観視できる場所」を介して、他の時間軸における自分自身を召喚する魔法。別の時間軸のきずな曰く、再演魔法による歴史改変自体が「歴史の化身」を作っているようなものらしく、それを利用した魔法。他の時間軸の自分の協力者も召喚できる（同一人物は同じ時間軸に二人現れることはできないという制約上、召喚された歴史に既に存在していないという条件付きだが）。召喚された人間は他の時間軸の人間であるため再演魔術に対する完全な耐性を持つ。この魔法を発動させたのは、歴史上倉本きずなただ一人。
本来「未来から人間を操る」はずの再演魔法でありながら、「未来からの再演干渉で生まれた他の時間軸を逆手にとって」「魔法による操作ではなく人間関係による協力者を以て」「未来からの再演干渉を無効化して」「現在が未来からの再演干渉に反抗するための魔法」であり、その成り立ちも性質も、再演魔法の自己否定とも言える皮肉な魔法。
- 概念魔術
1.望んだ結果以外の未来を破壊することで、望みの結果を世界に押し付ける魔術。その際再演の神の修正によって砕いた未来のかけらである賢者の石が発生する。正確には未来が破壊されているわけではなく、元の時間の流れから枝分かれして分離しているだけらしい。
いかなる望みも叶える万能な魔法だが、「結果」に至るまでの「過程」は保障されないし予測できない。「生き延びたい」と望めば、敵も味方も犠牲にして生き残る、ということもありうる。
応用として、「術者が攻撃された未来」を破壊し、「術者が攻撃を『偶然』回避した未来」を選択することで、攻撃を無効化する「不可侵聖域」という防御魔法もある。
2.光輝ある破滅 「こうしてこうなった」という結果を人間に押し付けて無理やり実行させる魔術。
結果が先に決まっているため、普通であれば実行不可能なことをやらせることもできるが、引き換えに対象の生命が削られる。
再演魔術師はこれによって戦場に光輝ある英雄を生み出し、そして生命を奪って破滅させてきた。故に光輝ある破滅と呼ばれる。
3.戒律石版 世界を示す「本」に無理やり偽ページを挿入することで、一定時間・一定範囲内の人間に偽ページに書かれた行動を押し付け操る魔術。
本来再演魔術は過去を演ずる行為から《索引》を引き出すという手順を踏まなければならないため、一度に操れる人数は限られており、操りきれない人数での飽和攻撃には弱いが、戒律石版はその手順をすっ飛ばして、大量の魔術を一括行使し、大量の人間を操ることができる。

神音大系（しんおんたいけい）
音を媒介に奇跡を引き出す魔術。索引となる音を生み出すために音楽技術が発達している。また索引行為が音の組み合わせである音楽という形態故か、魔法（索引）の組み合わせや分業が進んでいる。地獄に信仰を広めたことから、天使のモデルとなった。協会とそれに属する一千の魔法世界を敵に回して一万年以上も決着がつかないほど強く、最強の魔法大系と言われている。「三十六宮」序列白宮二位。
- ゆらぎの化身（シャドーアバター）
「私自身」を指す神音を奏でる事で擬似的なもう一人の自分を作り出す。自分自身を表す神音は個人ごとに違うため、習得難度は高い。
破滅の化身と同じく分身型のアバターで、分身も魔法を使うことができるため、手数を増やすために用いられる。破滅の化身と違って分身が倒されても術者にダメージはないので、盾として使用することも可能。破滅の化身ほどの爆発力は無いが、デメリット無しに戦力を倍化できる強力な魔法。
ミヒャエルが《極点》から化身を強化する魔法を持ち帰ったため、それに連なる魔法も存在する。また後述の聖霊騎士もゆらぎの化身であることを利用して同様に強化できる。作中では化身の巨大化、聖霊と共振することで彼らの知識・技術の習得、ゆらぎの化身と聖霊騎士を融合して化身と術者本人を強化する《半聖霊化》（ホーリー・マーター）などが登場している。
- 聖霊騎士
「ゆらぎの化身」を術者の死後も召喚できるようにしたもの。神音大系における不死魔術。「ゆらぎの化身」は本来本人しか呼び出せないものだが、聖霊騎士は誰にでも召喚可能となっている。
ある儀式を行うことで聖霊騎士となり、儀式の最後にその騎士は死亡する。聖霊騎士に叙勲される者は、神聖騎士団の過去の歴戦の英雄である。聖霊騎士は体を大気で構成される魔法構造体であり、たとえ死んでも神音を奏でるだけで何度でも召喚可能で、早ければ五分もかからず復帰することもある。召喚のたびに作成時点の状態にリセットされるため、肉体的・精神的ダメージも完全に回復するが、記憶もリセットされてしまう。敵対者にとっては倒しても意味が無いので、できれば相手にしたくないが、皆強力な魔法使いであるために無視もできないという頭の痛い存在。ただし「同じ時間軸に複数の同一人物は存在できない」というルールには縛られるため、同じ聖霊騎士を複数同時に召喚することはできない。故に聖霊騎士を生かしたまま封印できれば、以後の召喚を封じることができる。これは無限に蘇る聖霊騎士に対する唯一の対抗策と言ってよく、故に協会は運良く神音魔導師を生け捕りに出来た場合、無理やり聖霊騎士を召喚させて、封印するという処置を取る。
戦力としての利用が主だが、それ以外にも後世に技術や知識を伝える教師としての役目ももっている。
聖霊騎士にはそれぞれ四桁のナンバーが振られており、何らかの技術革新がない限り9999人で定員止めとなるため、現在では新たな聖霊騎士が捧げられることは少なくなっている。故に戦力強化のために、聖霊騎士一人一人の力を強化する方法が模索されている。現在7045人の聖霊騎士が存在する。
かつて永遠の命を求めたはじまりの騎士達が、未来の再演大系魔導士の導きによって極点から入手した魔法。この魔法を得た功績により神音騎士団派が神音世界内で最大勢力となった。しかしその不死は術者の死を必要とするものであり、開発者としては不本意なものであったらしい。
前述のように索引型世界においては万物は索引が存在するが故に存在し得る。逆に言えば、世界に存在し得るあらゆるものは、世界の最初から索引が存在していたということになる。故に、再演魔法によって時間の流れがどれほど分岐しようと、索引はどの歴史でも共通である。これは聖霊騎士も例外ではなく、その索引はどの歴史でも共通である。そして索引型魔法は索引のあるもの全てを召喚できる魔法であるから、他の時間軸で作成された聖霊騎士も索引され知れれば召喚できる。他の時間軸の聖霊騎士は再演魔法の干渉を受けない。この性質を利用して、再演魔導師に対する刺客として利用されることもある。
- 神門（バブ・イル）
神そのものは索引化できず、魔法で直接召喚することはできないが、神が降臨するための門は魔法で作れる。その門を神門（バブ・イル）と呼び、神音大系はその索引を「神の辞書」から入手することで地獄に神を降臨させようとしている。
- 魔法的転移（テレポート）
場所を示す神音を奏でることで、その場所へと移動するポピュラーな魔法。
使用自体は簡単な魔法だが、予め索引が分かっている場所にしか行けない。
- 多重神音
複数の音を同時に聞き分けることで、複数の魔法を同時発動する技術。神音大系における多重発動。
- 浸透神音
「音の媒質中に魔法が発現する」という神音魔法の性質を利用し、人体内に音を伝わらせることで、人体内に魔法を発現させる技術。
神音魔法では本来人体への直接干渉はできないが、この技術により擬似的な直接干渉が可能となる。防御魔法を無視する攻撃魔法の他、治療にも使える強力な技術。

聖痕大系（せいこんたいけい）
触覚と痛覚を索引とする魔法。主に痛みの感触を媒介に発動する。索引行為が難しい魔法だが、その出力は索引型最大級。魔法生物の取り扱いに最も優れた魔法の一つ。聖痕世界は最も過酷な魔法世界の一つであるともいわれる。「三十六宮」序列蒼宮三位。
- まどろみの化身（レサージアバター）
自分の感覚するものが世界であるという観測から、自分の感じる時間（主観時間）を世界に押し付ける化身。極度の苦痛や恐怖などで自身の主観時間を加速させることで、実際の時間をも加速させ高速で行動できるようになる。ただし気が緩んだりして主観時間が減速すると時間加速も減速してしまうという弱点がある。

宣名大系（せんめいたいけい）
術者が想起した抽象的なイメージを索引とする魔法。
他の索引型魔法のように物を直接実体化させるのではなく、「対象物を他の物に変える」という形でしか魔法が発動しないため、他の索引型魔法と違い何かを生み出すには他の何かを犠牲にしなければならない。これらの理由から（揶揄をこめて）“亜”索引型と呼ばれている。ただし化身の性質上、通常の魔法では不可能とされる人体への直接干渉が例外的に可能であり、殺傷力は高い。また奇跡の自由度が非常に高く、通常の魔法では不可能とされる抽象概念を扱うことさえできる。
- 貪欲の化身（アバター・ヴォラスティ）（アバター・アブリス）
宣名魔法は本来、術者のイメージの中に魔法が出現する魔法であり、魔法の力を直接現実に引きだすことができない。しかし自分自身というイメージを指定した対象にかぶせることで、対象と術者のイメージとの区別を曖昧にして、魔法を対象の中に出現させることが可能となる。この自分自身というイメージが宣名大系の化身、貪欲の化身（アバターアブリス）である。宣名大系においてほぼ全ての魔法を使うための基礎能力であり、宣名魔法は化身を被せるという手順を踏まなければ使えない。
- 魔法的転移（テレポート）
ものを魔法の転移門に変えて、空間をつなげる魔法。転移門はふたつ一組であり、通過した物体をもう一方の転移門へと瞬間移動させる。
転移門の索引に加えて、場所を示す索引も必要となる。

天盟大系（てんめいたいけい）
しりとりをして索引を観測する魔法。言葉を連結することで生まれるイメージ（行間や文脈）を索引としているとされる。索引と物との対応関係が比較的明確な索引型魔法であり、例えば「炎」「火」といった言葉をしりとりの中につなぐことで、炎に関係する物を呼び出すことができる。
ことばは様々な意味をもつため、抽象概念と同じく「観測によるゆれ」の影響を受けやすく、イメージを固定するのが難しい。そのため、イメージを固定するために、しりとりで言う言葉の現物を指差しながらしりとりを進める必要がある。そのため「愛」や「理解」のような意味の広い抽象概念をしりとりにつなぐのは非常に難しい。また、天盟大系魔道士の母国語は常に観測されてゆれやすいので、彼らにとっての異国語である日本語でしりとりを進めることが多い。
しりとりに使う現物を個人で所有するよりも集団で共有した方が効率がよいため、魔法世界としては例外的に早期から社会化が進んでいた。しかしそれゆえに集団心理に惑わされて戦乱の絶えない世界になってしまい、かつては「三十六宮」の一つという高位世界だったのにもかかわらず、現在は凋落した。集団戦法の祖というべき魔法大系であり、集団を利用した分業魔法や多重発動といった高度技術が発達している。
- インマラホテプ
大魔法構造体。人間の頭に魔法で愛情をたたきこむ能力があり、それによって天盟世界の争いを幾度も止めてきた。人体への直接干渉と抽象概念の取扱という魔法の二大不可能事を可能とする非常に高度な魔法。ただしインマラホテプは「愛」ということばからしかつなげることが出来ず、天盟大系ではしりとりに使うことばの現物を指す必要があるため、召喚されたことは過去に数度しかないという。相似秩序を天盟秩序によって記述した「枠を超えた魔法」であり、相似弦（によく似たもの）を介して人から人へと愛情を感染させていく。

#### カオティックファクター
《地獄》にのみ存在する、魔力型にも索引型にも分類できない魔法の総称。自然秩序の歪みをもたないはずの《地獄》に存在する魔法のため、「魔法は自然秩序の歪みに基づくものである」という魔法の原則を揺るがす存在であり、混沌因子（カオティックファクター）と呼ばれている。なぜか地獄由来の神話・伝説を具現化したような魔法が多い。
実はカオティックファクターも自然秩序の歪みに基づくものであり、観測者たる人間が信仰によって地獄の安定した秩序を歪ませることで生まれたが、救済のイメージを一つに定められなかったために、歪んだ自然秩序/神/魔法大系が一つに選択されずに複数重ね合わせた状態で存在している。故に地獄は数ある魔法世界の中で唯一複数の魔法大系を持つ世界となっている。また魔力型にも索引型にも分類できない魔法なのは、カオティックファクターの性質をきめた《地獄》の人間たちに、魔法知識が欠如していた故である。
再演の神が選択されたことで、再演大系が強まり、他の魔法は魔法消去を含めて弱体化・消滅しつつある。その後増幅器が設置されたことで再演大系は更にその力を増し、地獄を征服しようとする協会の軍勢を使い自分たちに抗う者を一掃しようとしたが、きずなが「運命の化身」によってその軍勢を返り討ちにしたことで魔法消去の復活を招いてしまう。人間を救うために過去を改変し続ける未来の再演魔導師達は、この一件を機に奇蹟を拒絶する人間に対して憎悪を抱いてしまい、「人間を救う秩序」としての純粋性を失ってしまう。そして魔法消去は一度自然秩序を再演大系に固定されながら復活した反動で未来に逆流し、再演世界を一気に瓦解させていくことになる。
魔獣使い（アモン）
自然信仰からうまれた魔法。
万物の根源、原初の霧とされる気を発生させ、そこからあらゆる自然物・自然現象を生み出すことができる。動物・水・木材など人間が生きるのに必要なものはなんでもそろえられるので、生活力は高い。魔法消去にはかなり弱い魔法であり、使い手たちは《地獄》にあって《悪鬼》社会とはかなり距離を置いた暮らしをしている。
防御魔法や自己再生魔法を得意としており、防御面は非常に優秀だが、生み出せるものが自然物に限られるため、火力そのものはいまいちであり、強力な防御魔法をもつ魔法使いは倒せない。
気はあらゆる自然物の「設計図」を内包しているため、術者がよく知らないものでも生み出すことができる。
- 到達の化身
万物は「気」から成り術者自身も「気」の一部であるという観測から、自身を「気」として変性する化身。自分自身を自然現象に変換することができる。

蛇の女王（アスタロト）
神話が複雑化したことで、自然以上のものも信仰の対象となった。そこから生まれた魔法。
術者の体から魔法卵を切り離し、そこから万物とあらゆる現象を生み出すことができる魔法。魔獣使いがあらゆる自然現象を作り出す魔法であるのに対し、蛇の女王の魔法卵は自然ならぬ奇跡（物理法則に従わない超常現象）さえも作り出すことができる。その成り立ちと機能から、魔獣使いの進化系として扱われた。自分の体のパーツを作って置き換えることで、治療や体の強化・改造も可能。また「万物を生み出す」という特性から、「ものを生み出す」魔法である索引型魔法の到達点ともされ、「ありとあらゆるものという概念」の索引がもしあるなら、魔法卵が生み出されるのではないかとも言われている。魔法卵はあらゆるものに分化する世界の万能細胞、世界卵とも言われている。
弱点は世界卵が術者の体の一部であること。そのため使えば使うほど術者の肉体が削られる。また奇跡をつくりだせるということは、逆に言うと世界卵によって生み出されたものは魔法消去の影響を受けやすいということでもある。舞花はこの魔法で自身を治療する際、地球の物理法則からはみ出したパーツを作ってしまったため、魔法消去者に観測されると破壊される体になってしまった。
本当に万物を生み出せる魔法であり、原理的には（大系の枠を超えて）神人遺物を生み出すことさえ可能である。ただし、魔法卵が「設計図」を内包しているわけではないので、「設計図」は自力で用意する必要がある。そのため舞花は、公館や協会と接触して「設計図」を得るまで、魔法を使いこなすことができなかった。
- 輪廻の化身
「魔法卵が世界をも生み出せるのならば、人間を生み出せない訳が無い」という観測から、術者自身（の複製）を生み出す分身型の化身。
舞花の複製もこの魔法で作られたものである。
生み出された分身はほぼ完全な複製であり、姿形や記憶に至るまで本体を忠実に再現している。ただし、肉体の持つ自然秩序の歪みまでは再現できないので、分身の持つ自然秩序の歪みは蛇の女王ではなく、他の魔法大系のものになる（もしくは、歪んだ秩序を持たない肉体になる）。言い換えると、自分の螺旋同位体を生み出す魔法。この制約は、「同じ時間軸に同一人物は複数存在できない」というルールに基づくらしく、術者が死ぬ瞬間に使用したときには、蛇の女王を受け継いだ複製を作成できる。
生み出された複製は本物の人間であり、魔法を使うこともできるが、破滅の化身やゆらぎの化身と違い、本体とは魔法大系が変わってしまうので、本体から受け継いだ記憶が役に立たない。例えば円環大系に属する分身を作ったとしても、その分身も本体と同じく蛇の女王を使うための知識や技術しか持たず、円環大系魔法を使うための知識や技術は持たないということになる。そのため分身が魔法を使いこなすためには、一から学習をやり直す必要が有る。

破壊（アバドン）
八咬誠志郎の能力。観測した物を総て破壊・消滅させてしまう最悪のカオティックファクター。終末信仰から生まれた。観測されたものは青い炎をあげながら残骸すら残すことなく消失する。この現象は魔法消去との類似性が指摘されている。魔法ですら感覚しただけで破壊するため、言い換えれば攻撃力と防御力を併せ持つ魔法消去のような物。魔法消去は魔法使いの体まで破壊するわけではないが、《破壊》は魔法も魔法使いの体も破壊するため、魔法使いからは悪鬼以上に恐れられている。しかし自分の体すら破壊してしまう危険があるため、普段は感覚を磨耗させて押さえ込んでいる。作中特に理由は示されていないが、魔法としては例外的に観測者たる人間を直接破壊できる。自然現象から極めて遠い能力のため、魔法消去自体には最弱といわれるほど弱い。
再演大系
再演大系もカオティックファクターの一種であり、過去にアモンと交流があったらしい。また地獄の神の中には「人間を操る秩序」である再演大系の神が含まれている。
カオティックファクターであるにもかかわらず索引型としての法則性を持つのは、地球人の信仰ではなく、地球に住み着いた神音世界人の信仰によって生まれたためである。
「人を救う秩序」ではあるが、再演秩序は何をもって人が救われるかを真に理解しているわけではないため、機械的に人口を増やすことをもって「救い」と定義している。そのためその救いは功利主義的なものであり、大多数を救う代わりに少数に犠牲を強いる。
また「人口を増やす」という性質が再演秩序の中に組み込まれているために、人間が絶滅すると再演秩序は回復不能の矛盾をきたしてしまう。この矛盾を修正するために、再演の神は賢者の石を誘導装置にして人間が絶滅した時間軸を他の時間軸に無理やり合流させてしまう。これは同時に再演魔法によって生じた時間分岐という「時間構造の歪み」を軽減する効果ももたらす。そして再演の神も他の神と同じく「歪みを修正する」という役割を持つことから、人類絶滅（とそれに伴う時間軸の合流）は再演の神にとってある意味「都合の良い」状態となってしまう。結果的に再演の神は「人口を増やそう」とする性質と同時に、「人類を絶滅させよう」とする相反する性質を併せ持ってしまっている。故に再演世界が成立するということは、単に操られるというだけでなく、絶滅の運命が確定してしまうことでもある。
魔法消去
魔法消去もカオティックファクターの一種であるらしい。観測した魔法を消去する魔法。
いかなる魔法にも効果があるが、魔法は瞬時に消えるわけではなく、時間経過とともに徐々に減衰・消滅していく、持続的な現象である。そのため消しきれずに不完全ながら魔法が効果を発揮する場合もある。またどんな魔法にも一律に働くわけではなく、出力が小さく、自然秩序から遠い魔法であるほど消しやすい（短時間で消せる）し、その出力が大きく、自然秩序に近い現象であるほど消しにくい（消すのに時間がかかる）。そのため大出力で攻める、あるいは魔法を自然秩序に近づけるというのが、魔法使いの対悪鬼戦の基本である。また、「魔法を制御する魔法」は特に自然秩序から遠いため、魔法消去環境においては魔法はまず制御を失い精度を落とす。魔法を消しきれなかった場合でも魔法消去者は魔法を知覚出来ず、魔法の向こう側を見通すこともできないので、魔法が存在する場所は知覚の空白となり、あたかも光っているかのように錯覚する。魔法消去者が魔法を知覚できないとはいっても観測の力であることには変わりなく、より多くの感覚器官でより強く魔法を感覚するほど消去は早くなるし、逆に再帰迷宮のように五感でとらえられない魔法は消去できない。
地獄に存在する神の中でも「観測した魔法を消去する」という極めて単純かつ強大な力を誇っており、特にチャンネルが合っていなくても勝手に魔法消去という強すぎる電波を受信するため地獄の住民はそのほとんどが魔法消去の悪鬼となる。普段から意識して魔法消去を行なっている者ほどその影響を強く受けるようである。
再演の神が選択されたことでその影響を弱め、消滅しつつある。しかし仁は「意識的にチャンネルを合わせる」ことでより強力な魔法消去能力を手に入れている。その効力は消去を停止してなお未来からの遡行消去で魔法が破壊できるほど。また、未来に自分が使う魔法消去の魔炎を補足することで、適切なタイミングで消去を発動することができる。チャンネルが合っていない普通の魔法消去で上がる魔炎はオレンジ色の光を発するのに対し、仁の強化された魔法消去による魔炎は金色に発光する。
- 真なる悪鬼（トゥルー・デーモン）
一般的な悪鬼は常に魔法消去を発動させているのに対し、自身の意志でいつでも魔法消去を停止・使用のスイッチのON・OFFが可能な悪鬼。
それぞれの魔法に存在する「最も魔法消去の影響をうけやすいタイミング」を測って効率的に魔法を無効化したり、対象の魔法使いに気づかれずに忍び寄り不意を打ったところで魔法消去を行うことが可能。これらの特徴から通常の悪鬼以上に恐れられている。魔法消去を停止している真なる悪鬼は魔法使いから見たとき同じ魔法使いに見え、魔法消去を発動させている間は真なる悪鬼にも魔法は観測できず、どの程度魔法を破壊できたかわからないという弱点が存在する。また、魔法消去を停止している間は通常の悪鬼と違い魔法の恩恵を受けることができる（ただし、しばらく効果を発揮し続ける類の魔法は魔法消去を発動した瞬間に破壊されるため、重篤な傷の治療魔法をかけられている間などは事実上魔法消去を封じられる）。
「先祖返りの悪鬼」とも言われ、過去にはもっと多くの真なる悪鬼が居たことを仄めかされているが、作中に登場するのは武原仁ひとりのみ。魔法が見えない通常の悪鬼とは違い、奇跡の存在を知っているのに関わらずそれを拒み、挑むことから古来の魔法使いから「真なる悪鬼」と恐れられてきた。「神人」たちからは再演大系の神に唯一対抗できる存在として（再演干渉をシャットアウトでき、かつ魔法による転送・支援を受けられるため）《増幅器》への刺客に想定されていた。

- 間接消去・遡行消去
魔法消去は直接観測した場合のみならず、通信機器や記録媒体によって間接的に観測した場合も発動する。これらは間接消去とよばれ、魔法使いの戦闘で利用されることもある。また記録媒体を後で観測した場合や、螺旋の化身のように魔法が大規模で未来にまで影響を及ぼす場合、時間を超えて未来の観測者から魔法消去が発動することがある。これを遡行消去と呼ぶ。その場合、記録した時点・魔法を発動しようとした時点で魔法が消去され、魔炎が上がる。とくに後者は記録媒体も魔法消去者もいない状況で発生しうるため予測しづらい。ただし後述の遡行抵抗に妨げられるため、遡行消去の効果はよほどのことが無い限り、限定的である。

- 遡行抵抗
魔法消去は「異世界の歪んだ秩序」「この世界の秩序に従わないもの・現象」をこの世界から引き剥がす力であるため、「この世界（地獄）の秩序に従うもの・現象」は引き剥がすことができない。そのため、魔法で引きおこされる事象に「地獄の自然秩序に従うもの」が混ざっていると、魔法を完全には剥がせなくなってしまう。「魔法消去は時間を超えるが、結果はひっくり返せず、因果の縛りは受ける」とも表現される。
例えば魔法でつけられた傷は「この世界の秩序に従うもの」であるため、魔法消去で消すことはできない。非常に強力な魔法消去であれば遡行抵抗を突破できるが、その場合でも「傷が消える」のではなく、「時間を遡って、傷の原因となった魔法が消える」。
また、「この世界の秩序に従う物体」を魔法で動かしている場合、途中で魔法消去を受けても物体は消えないし慣性は残る。物体も、慣性も、「この世界の秩序に従うもの」だからである。
この遡行抵抗を利用し、魔法に地獄の物理現象を挟み込むことで、魔法に魔法消去への耐性を持たせることができる。例えば円環大系が「魔法消去に強い」と言われるのは、人工稲妻が「電位差による放電現象」という「地獄の物理現象」を挟み込んでいるため、遡行抵抗の恩恵を受けられるからである。

## アイテム一覧
本編内で鍵となる重要物や魔法が込められている物等を記載。

### 神人遺物
神人とは二千年以上前に姿を消した幻の魔法大系とその使い手の事であり、彼らが残した魔法産物は魔法消去されても観測が途切れると自然回復する上、大変高度な特殊能力を持つ。これを神人遺物と呼ぶ。神人は様々な世界にその足跡を残しているが、なぜか《地獄》には特別多くの神人遺物が遺されており、この点でも地獄は重要視されている。
神人の正体は再演大系の唯一魔導師であり、神人遺物は歴史改変によって生じる賢者の石を材料として作成されている。《地獄》に多くの足跡が残っているのは、単純に再演大系が《地獄》で生まれた魔法だからである。
本来魔法は魔法使いあってのものだが、神人遺物は魔法使い無しで魔法を発生させることができる。
賢者の石
正確には神人遺物の材料とされるもの。神人遺物と同じく魔法消去されても自然回復する性質を持つ。
その正体は再演大系の「神」による修正力そのものであり、再演魔法によって生じた時間分岐を合流させ、時間構造の歪みを修正する役割を持つ。神人遺物の自然回復や特殊能力も、この神の力を利用したものである。
厳密には実体を持たないものだが、神の力が無尽であるために魔法消去でも消しきれず、魔法使いのみならず悪鬼からも光背と同じく「白い何か」として実体があるように見える。
門（ゲート）
異世界同士をつなぐ門。異界へ渡る事は高位魔導師以外には不可能であるが、ゲートを利用する事で一般の魔導師でも外の世界と行き来することができる。現在はほとんどのゲートを協会が独占しておりその通行権が彼らの権力基盤のひとつになっている。
なお、地球上のゲートに関しては例外であり、協会が使えるのは東京地下にある物のみと言われている。また、アメリカにあるゲートは神音騎士団が、ヨーロッパにあるものは「連合」が管理をしている。
剣（スパーダ）
その名の通り剣である。王子護がどこかから見つけて来た物。神人が残した剣は数が多く特殊能力を持つ物もあるが、それがオマケであるかのようにどれもがただひたすら頑丈な事が特徴。未来から操られ続けた神人たちが、未来への復讐のために生みだしたものらしい。
仁が渡されたものは形状変化以外に特殊能力は無い。通常は約八十センチ位の鉄の棒のように見えるが、悪鬼に観測される事で刃渡り一メートル近い本体を現す。
実は未来に降臨する再演大系の神に対抗するために神人たちが用意した仕掛けのひとつで、「最後の魔法使い」によって増幅器に対抗する刺客が最も適した武器を手にすることができるように仕組まれていたもの。「神人遺物には剣型が多い」「ひたすら頑丈」という特徴はこのためのものである。仁の手に渡ったものも神人たちの手引きによるもので、真なる悪鬼にしか使いこなすことができず、他の神人遺物と比べても耐久度が高く、増幅器戦に挑む刺客のために用意された正真正銘仁ひとりのための武器だった。
幻影城
再演大系魔法を補助するための舞台装置。内部はありとあらゆるものが水晶でできた巨大な空間になっている。演じる歴史に応じて内装や小道具、配役や魔法現象にいたるまであらゆる状況を再現できるようになっている。このあらゆる状況を再現できるという特性から、バベルの塔とそこに出現した「神の辞書」を再現することもできるため、特に索引型魔法大系の間で争奪の対象となっている。
歴史改編を防ぐ力をもつ賢者の石を材料としているため、未来からの再演干渉をある程度防ぐことができる。かつて最初の再演魔導士が未来からの干渉を緩和するために作成した。だが未来からの干渉を受けたことで彼女は幻影城の鍵を作らされた。
地獄とわずかに外れた「この世のどこでもない場所」に存在しており、再演大系魔導士か、幻影城の鍵を持つ者ならば地獄のどこからでも入れるし、どこにでも出られるが、それ以外の者が出入りすることはできない。

### 魔法具
魔法が込められているアイテム。ここでは便宜上「魔法具」と呼ぶ。通常の魔法と同様悪鬼に観測されると中に込められている魔法が消去されたり品物自体が破壊されたりする
死の翼
元々は原初の泥と言い、どんな怪我や病気も治せる物として完全大系の世界で医療用に開発された物。魔法消去を受けたり一定時間を過ぎると正常な細胞をガン化させる欠陥品。罪人に植え付けて逃走防止用に使う。
魔法使いの弾丸（ウィザードブレッド）
ワイズマンが作成した「魔法使いでも安全に使える弾丸」。通常魔法使いは銃器のような複雑な機械を使うと、自分が引きずる自然秩序の歪みによって機械の誤動作や魔法の暴発の危険などが付き纏う。例えば因果大系魔道士が銃器を使うと、「弾丸が進み続けるという因果」に歪みが生じ、銃弾が銃身内で止まってジャムったりする。あるいは神音魔道士が銃を使えば、発射音が索引となって神音魔法を暴発させてしまったりする。魔法使いの弾丸（ウィザードブレッド）は魔法的な加工をすることでそれを防ぎ、魔法使いでも安全に使えるようにした銃弾である。単に「魔法使いでも撃てる」というだけでなく、魔法補助用の道具としても応用できる。多数の種類がある。

## 既刊一覧
- 長谷敏司（著）・深遊（イラスト） 『円環少女』 角川書店〈角川スニーカー文庫〉、全13巻
  1. 「バベル再臨」2005年8月31日発売[11]、ISBN 4-04-426703-0
  2. 「煉獄の虚神（上）」2006年2月28日発売[12]、ISBN 4-04-426704-9
  3. 「煉獄の虚神（下）」2006年3月31日発売[13]、ISBN 4-04-426705-7
  4. 「よるべなき鉄槌」2006年10月31日発売[14]、ISBN 4-04-426706-5
  5. 「魔導師たちの迷宮」2007年5月1日発売[15]、ISBN 978-4-04-426707-0
  6. 「太陽がくだけるとき」2007年11月1日発売[16]、ISBN 978-4-04-426708-7
  7. 「夢のように、夜明けのように」2008年3月1日発売[17]、ISBN 978-4-04-426709-4
  8. 「裏切りの天秤」2008年6月1日発売[18]、ISBN 978-4-04-426710-0
  9. 「公館陥落」2008年12月1日発売[19]、ISBN 978-4-04-426711-7
  10. 「運命の螺旋」2009年7月1日発売[20]、ISBN 978-4-04-426712-4
  11. 「新世界の門」2010年2月1日発売[21]、ISBN 978-4-04-426713-1
  12. 「真なる悪鬼」2010年8月31日発売[22]、ISBN 978-4-04-426714-8
  13. 「荒れ野の楽園」2011年3月1日発売[23]、ISBN 978-4-04-426715-5

### 旧サイト
- 青灰色blog（長谷敏司公式）http://pub.ne.jp/para_shift/
- DE BREVITATE VITAE（長谷敏司公式）http://www7.plala.or.jp/para_shift/